# Républicains français sous la Restauration
Vous lisez un « article de qualité » labellisé en 2014.
Sous la Restauration, les républicains français s'opposent à la monarchie et militent pour sa disparition. Ils ne peuvent participer aux décisions du fait du système électoral qui favorise les bourgeois et les nobles, soutiens du régime. Ils sont néanmoins présents à la chambre des députés à partir de 1816, date de la fin de la Chambre introuvable qui a décimé leurs rangs. Les républicains se constituent petit à petit en tant que force politique, et ce jusqu'au choc de l'assassinat du neveu du roi, le duc de Berry héritier du trône, le 14 février 1820, qui conduit le gouvernement à mettre en place des mesures répressives.
Le mouvement républicain se développe dans la clandestinité, rassemblant ses partisans dans des sociétés secrètes comme la Charbonnerie, promouvant son combat par le biais de la presse. En 1820, face à la dérive droitière de la Restauration, les républicains sont décidés à abattre la monarchie et fomentent plusieurs insurrections. Toutes échouent, aboutissant à l'exil des principaux meneurs ou à des procès exemplaires allant jusqu'à leur condamnation à mort.
Après l'échec de ces tentatives de prises du pouvoir, les républicains se reconstruisent de l'intérieur avec l'arrivée d'une nouvelle génération dès le début du règne de Charles X. Dès lors, l'idée d'une alliance avec les royalistes modérés s'esquisse, puis se concrétise à la suite des mesures réactionnaires prises par Villèle et Charles X. Des modérés rejoignent alors les sociétés clandestines, pendant que les républicains collaborent à la presse libérale. Le succès de cette alliance aux élections législatives de 1827 les conforte dans l'idée que celle-ci leur permettra un jour de conquérir le pouvoir.
La situation s'accélère après la nomination du comte de Polignac à la tête du gouvernement. Les républicains préparent une nouvelle insurrection dans le plus grand secret et sont les principaux protagonistes des Trois Glorieuses. Cependant Adolphe Thiers et les libéraux détournent cette révolution à leur profit. C'est une seconde monarchie parlementaire qui est instaurée, et non une république.

## Restructuration et répression

### Terreur blanche, les républicains dans l'ombre

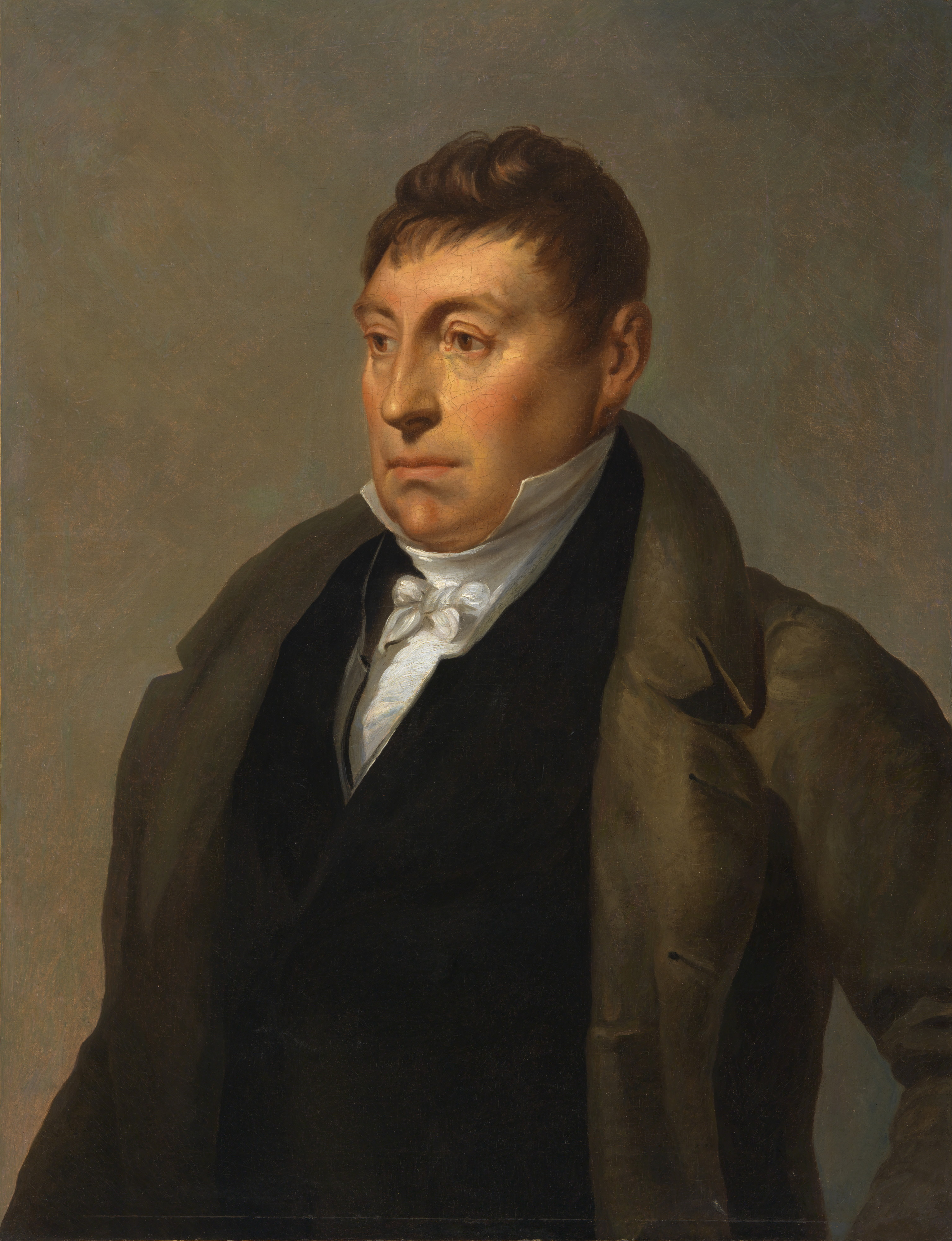
La Fayette est considéré comme le meneur des républicains français jusqu'à sa mort en 1834.

En 1815, Louis XVIII revient en France après la défaite de Napoléon à Waterloo. Le souverain ne peut contenir les ardeurs des ultra-royalistes, échaudés par l'épisode des Cent-Jours, le bref retour au pouvoir de Napoléon qui avait contraint Louis XVIII à l'exil. Très vite, les « ultras » mettent en œuvre la Terreur Blanche : des généraux d'Empire, des protestants et des républicains sont massacrés par les verdets. À cette répression officieuse s'ajoute la terreur légale : depuis les élections d'août 1815, le désir de revanche des ultras est légalisé par la chambre des députés devenue à majorité ultra-royaliste : c'est la Chambre introuvable. Celle-ci vote des lois dans cet esprit, notamment celle sur l'exil des régicides adoptée en 1816, qui condamne au bannissement ceux qui avaient rejoint Napoléon Bonaparte lors des Cent-Jours et  voté précédemment la mort de Louis XVI  lors de la Convention«Ceux des régicides qui, au mépris d'une clémence presque sans bornes, ont voté pour l'acte additionnel ou accepté des fonctions ou emplois de l'usurpateur[…]sont exclus à perpétuité du royaume»(loi du 12 janvier 1816 article 6).
À cette époque, le terme « République » reste un mot qui fait trembler bon nombre de Français, qui l'amalgament à la Terreur jacobine des années 1793-1794 et à ses excès qu'incarne le Comité de salut public, en particulier Robespierre, tout en oubliant les acquis révolutionnaires que la République a véhiculés et défendus face à une Europe monarchique, pour ne retenir que la guillotine et le désordre. Mais s'il s'avère que la République fait peur à certains, elle est aussi un synonyme de progrès pour d'autres. En 1815, il reste parmi la population française une masse d'opinion jacobine, si bien que les nouveaux fonctionnaires de l'administration royale évitent de se montrer, de peur des représailles. Louis XVIII s'empresse de faire supprimer les symboles hérités de la Révolution (les peintres et maçons sont officiellement chargés d'effacer la devise « Liberté, Égalité, Fraternité » dans tous les villages du pays) et d'épurer l'administration en éliminant les « hommes de mauvais esprits ». Ce sont ces hommes radiés de l'administration qui garnissent bientôt les rangs des libéraux opposés aux conservateurs et aux ultras.
En 1816, Louis XVIII dissout la chambre introuvable et de nouvelles élections ont lieu, dans un climat plus propice aux républicains. Une dizaine d'entre eux entrent à la chambre à la suite de ces élections. Ils sont surnommés libéraux car ils évoquent sans cesse les libertés, et sont rattachés à la gauche libérale progressiste qui est pourtant loin d'être républicaine. Ce groupe libéral est mené par La Fayette, illustre général ayant servi dans les armées royales (lors de la guerre d'indépendance américaine) puis révolutionnaires. Constitués de « patriotes de la première génération », qui ont connu et pris part à la Révolution, ils se retrouvent autour d'une idée : la défense des libertés. Dans l'ensemble, ces libéraux acceptent la charte de 1814, considérée comme la garantie du maintien des libertés révolutionnaires, leur principale préoccupation étant le retour de la noblesse aux affaires. Le parti républicain puise la majeure partie de ses effectifs chez les étudiants, la petite bourgeoisie et les militaires, désireux de revenir à un régime mettant à l'honneur la gloire de l'armée.

### Premiers succès et organisation souterraine

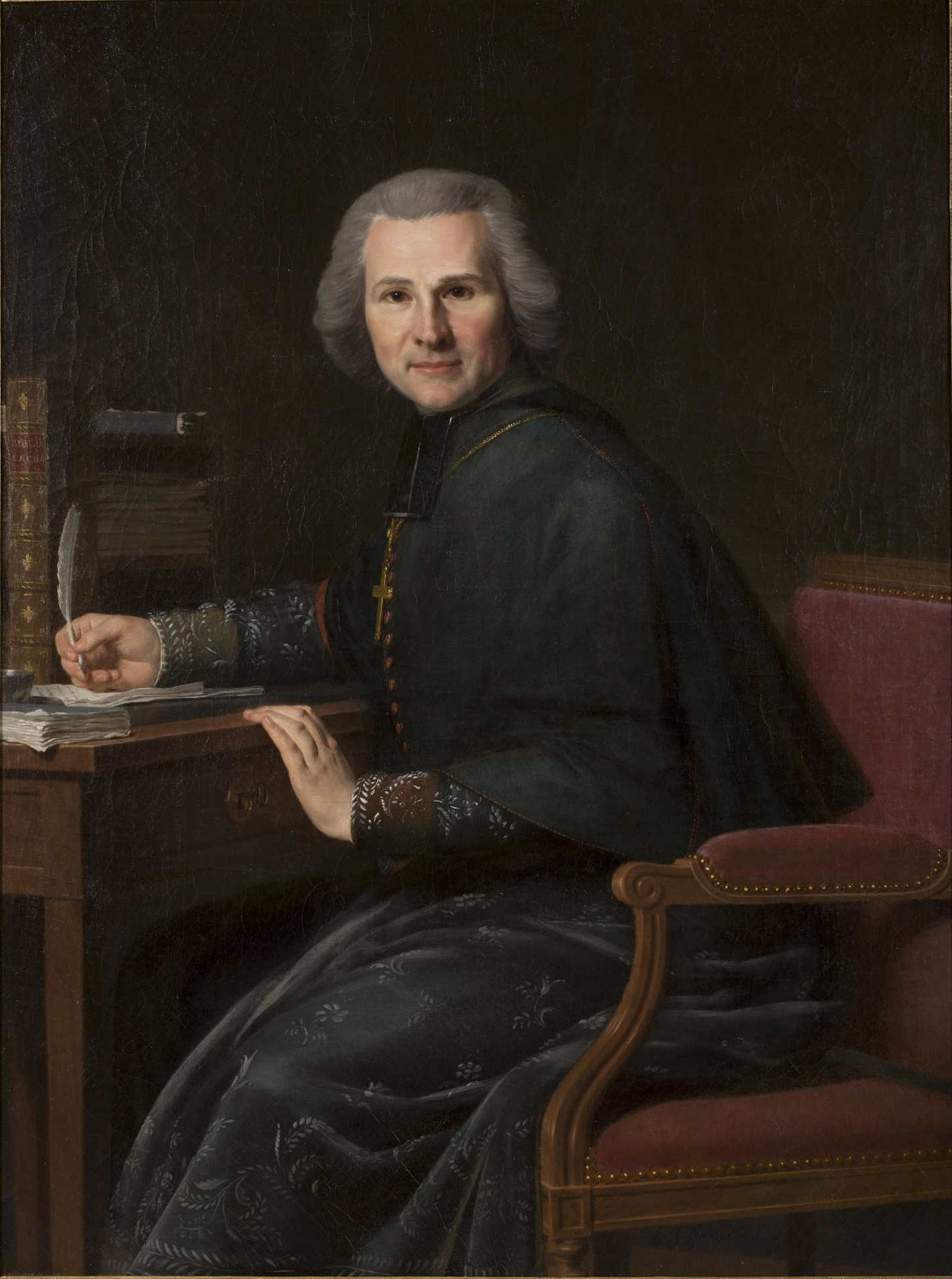
L'abbé Grégoire fait scandale en gagnant une élection partielle en 1819.

À la stupeur de Louis XVIII et de ses ministres, les résultats des élections législatives partielles de 1818 sont très favorables aux républicains. Deux anciens conventionnels sont élus, Pierre Daunou dans le Finistère et Jacques-Antoine Manuel en Vendée. L'élection de républicains dans des fiefs considérés comme royalistes alarment autant les ultras que les membres du gouvernement. Les républicains ainsi que les libéraux continuent ensuite leur progression. Deux hommes emblématiques entrent à la chambre en 1819 : Benjamin Constant, libéral et principal rédacteur de la charte, et l'abbé Grégoire, ancien révolutionnaire régicide par lettre et consentement . Ces victoires symboliques permettent un ralliement massif de la jeunesse à la République, et diverses sociétés secrètes sont fondées. Certains républicains reviennent d'exil et intègrent ces sociétés, comme c'est le cas de la famille Cavaignac mais aussi de la famille Carnot. Les députés, s'inquiétant de cette situation, font invalider l'élection de l'abbé Grégoire.
Les républicains sont contraints à la clandestinité, car la réunion de plus de 20 personnes est illégale depuis la promulgation de l'article 291 du code pénal de 1810. Ils se retrouvent donc au sein de sociétés secrètes, lesquelles constituent la seule forme possible d'organisation politique et la meilleure façon d'exprimer leur suspicion envers la royauté et le régime qui en découle. L'Union, créée par Joseph Rey dès 1816, est la première d'entre elles. Si elle est d'abord de tendance libérale, beaucoup de républicains la rejoignent, comme La Fayette et Dupont de l'Eure.
La Charbonnerie reste néanmoins la plus célèbre des sociétés secrètes républicaines. Importée d'Italie, elle recrute ses membres dans les milieux sûrs qui lui sont acquis : l'armée et les universités sont les réservoirs carbonari durant toute la Restauration. Divisée en « ventes » par région, elle est hiérarchisée au niveau national, une Haute Vente, sorte d'instance directrice de la charbonnerie française, commandant les ventes cantonales et départementales. Elle devient vite la plus importante société secrète d'opposition au régime monarchique, devant celle des Amis de la vérité ou celle des Chevaliers de la liberté (implantée dans l'ouest). Ces sociétés ne sont, au départ, pas prises au sérieux par l'exécutif, mais leur rôle dans les succès républicains de 1818 font comprendre au gouvernement qu'elles sont bien plus puissantes qu'il ne le pense. Tous les fervents républicains y prennent part pendant les années 1820, comme Dupont de l'Eure qui est l'un des artisans, une vingtaine d'années plus tard, de la mise en place de la Deuxième République.
La franc-maçonnerie a également un rôle dans le succès du mouvement républicain. Elle permet à bon nombre d'étudiants de côtoyer les « notables du parti » comme La Fayette ou encore Dupont de l'Eure. C'est elle aussi qui unit ces réseaux alors clandestins, et qui permet la création de la Haute Vente. Ainsi, lorsque les députés républicains démissionnent en 1820 à la suite de la loi du double-vote, l'unification des sociétés clandestines permet aux leaders républicains de tabler sur une importante opposition illégale à la monarchie et d'utiliser la force du nombre face au régime bourbonien.

### Répression par le pouvoir en place

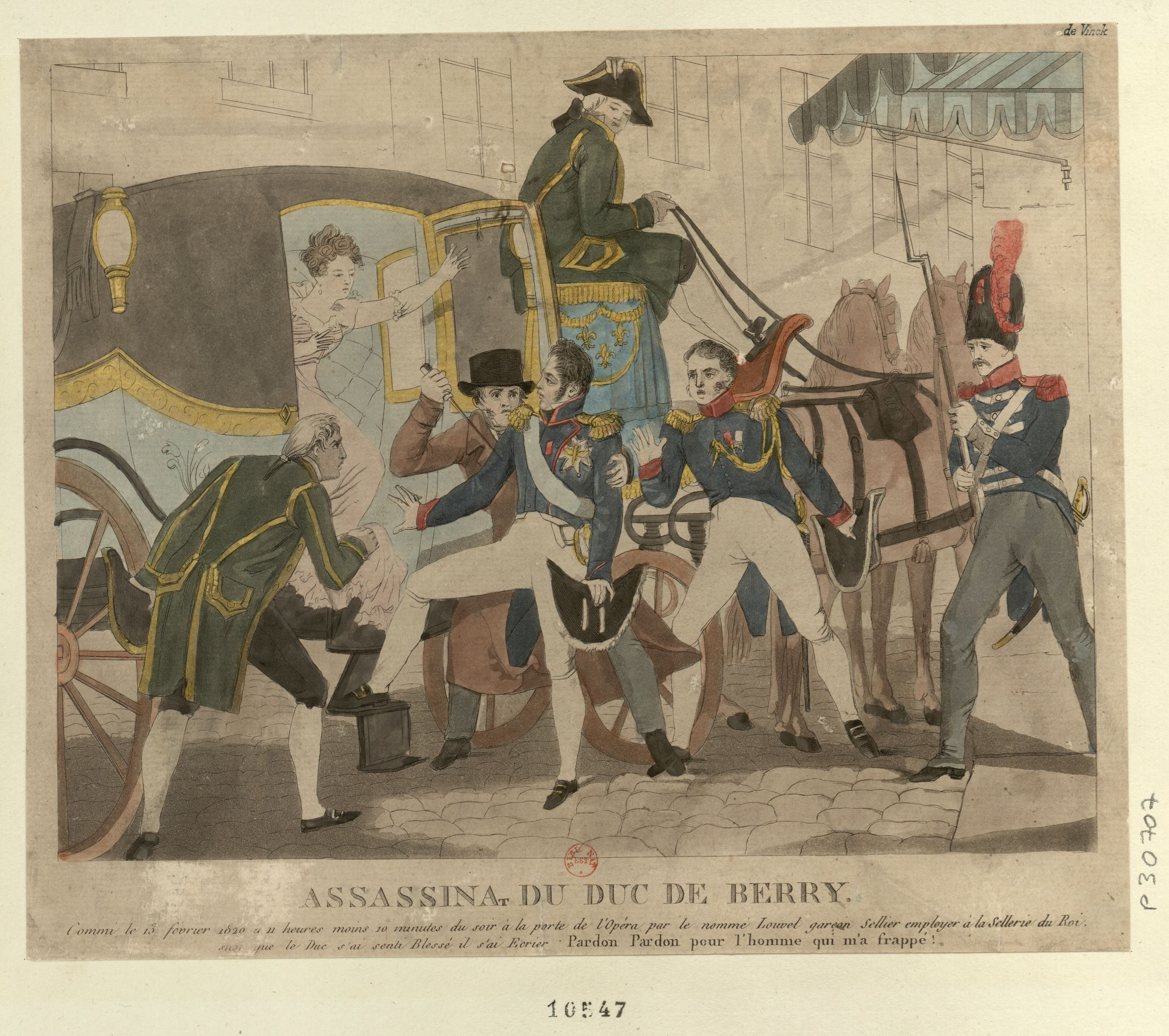
L'assassinat du duc de Berry provoque un virage réactionnaire à la chambre des députés et oblige Decazes à démissionner.

Les idées républicaines se propagent dans l'Europe entière, inquiétant les monarques européens qui prennent au sérieux ces hommes de l'ombre. Metternich, l'artisan de la promotion des droits des souverains en opposition aux droits des peuples pour l'équilibre européen lors du Congrès de Vienne, décide de passer à l'action contre ce qu'il considère comme des éléments perturbateurs dans l'Europe de la Sainte-Alliance. Il réunit des congrès internationaux afin de réprimer sévèrement les associations clandestines républicaines nationalistes et promulgue les décrets de Carlsbad, sorte d'ancêtre d'Interpol, afin de garantir la paix et la stabilité. Le gouvernement français applique fermement la politique voulue par Metternich. Les professeurs considérés comme républicains sont renvoyés et l'Église reprend un rôle déterminant dans l'enseignement, faisant craindre à beaucoup le début d'un retour à l'Ancien Régime. Des mesures autoritaires sont également prises comme l'imposition d'un couvre-feu, afin d'empêcher les réunions clandestines. Malgré cette répression européenne, les souverains redoutent toujours une révolution. Leurs craintes se confirment lors de la chute provisoire du roi d'Espagne Ferdinand VII, déchu par l'armée avec le soutien des carbonari italiens, à cause de son refus d'appliquer la constitution.
L'assassinat du duc de Berry le 13 février 1820 par l'ouvrier bonapartiste Louis Pierre Louvel confirme la tendance enclenchée en Espagne. Le duc étant celui sur lequel repose l'avenir de la dynastie, sa mort est perçue comme un régicide, et l'assassinat ne peut, dans l'esprit des contemporains, être l'acte d'un homme isolé. Les ultras se déchaînent contre le ministère Decazes jugé trop libéral et responsable de la situation. Leur retour à la chambre en 1820 et le second ministère de Richelieu, plus autoritaire, alimentent les tensions qui sont déjà bien réelles entre le régime et la population. Les ultras font adopter des lois répressives, notamment celle censurant la presse votée le 30 mars 1820 et qui a pour article premier « la liberté de la presse est suspendue temporairement », mais aussi la loi du double-vote du 12 juin 1820, en réaction aux relatives poussées libérales lors des élections législatives partielles. Ces lois violent l'esprit même de la Charte selon les libéraux, dont la réélection et l'espoir d’arriver un jour au pouvoir sont compromis par la nouvelle loi électorale. Bon nombre de députés libéraux se tournent alors vers l'illégalité et vers les sociétés républicaines. Par ailleurs les ultras étendent leur contrôle sur les éléments potentiellement séditieux : ils affermissent encore un peu plus la répression envers les professeurs prônant un libéralisme politique, les cours de Guizot étant notamment suspendus en 1821, et la police du baron Mounier est renforcée de sorte que tous les carbonari soient arrêtés et poursuivis. Ces décisions des ultras confortent les députés libéraux dans leur rupture avec la légalité.
L'assassinat du duc de Berry renforce les clivages : l'hostilité à l'égard des Bourbons éclate au grand jour, et des actes symboliques souvent favorables au retour de Napoléon ont lieu dans les jours suivants. La répression du gouvernement galvanise étudiants et soldats ne rêvant que d'un renversement de régime après les mesures de 1819-1820. La population, qui est dans son ensemble scandalisée par les lois de censure de la presse et du double vote, soutient les clandestins. Les manifestations pour le retour de Napoléon sont perçues comme une provocation par le ministère Richelieu. Mounier, qui est toujours directeur général de la police, adresse le 27 décembre 1820 une dépêche à 23 préfets du royaume (dans les départements considérés comme dangereux) indiquant l'imminence d'un énorme complot contre le régime en place. Le gouvernement est donc désormais bien conscient de l'importance de cette force clandestine et du danger qu'elle représente.

## La«véritable opposition nationale»

### L'amplification du mouvement d'opposition

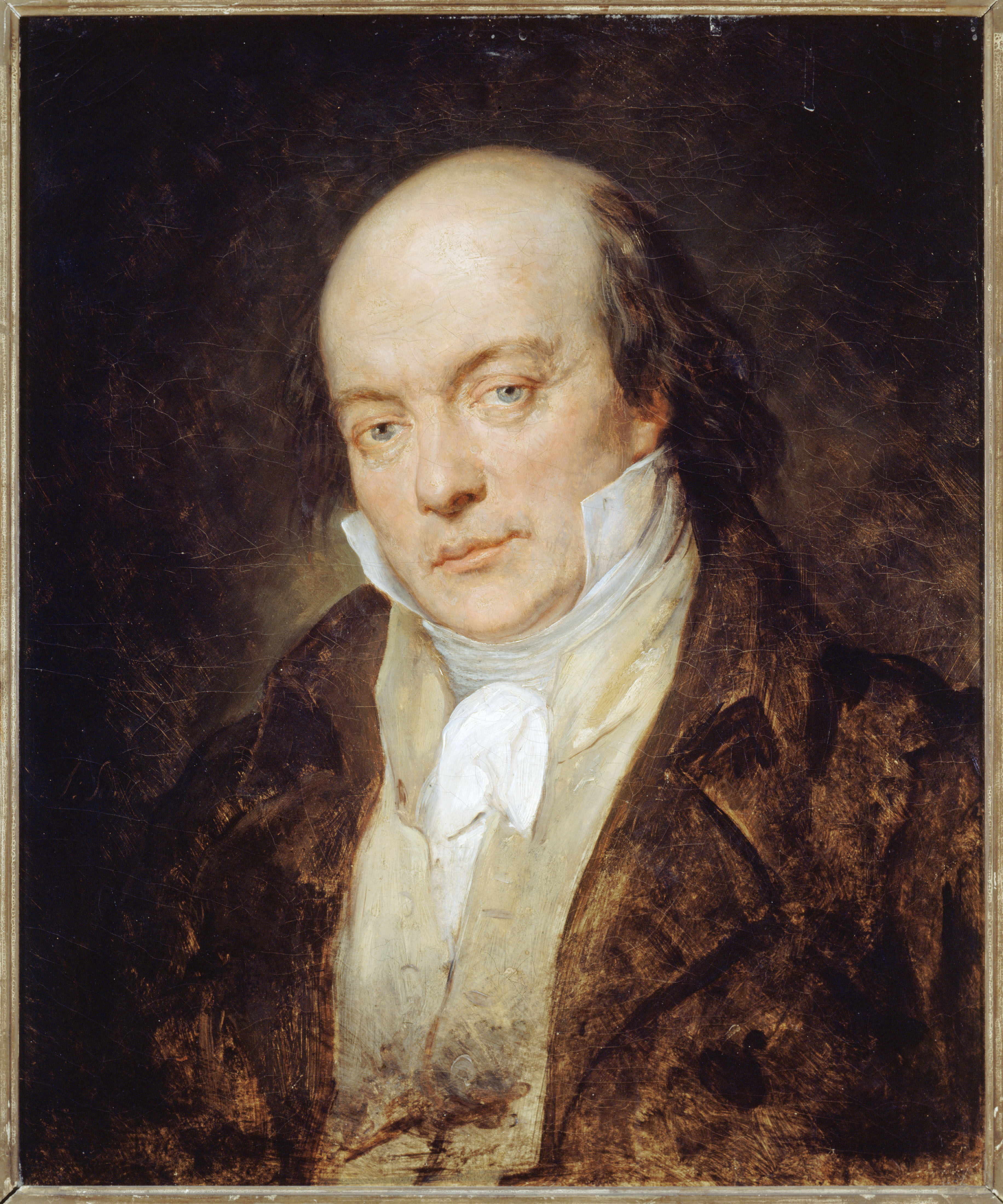
Béranger, auteur de chansonnettes pro-révolutionnaires inaugurant la légende napoléonienne.

Au début des années 1820, le mouvement républicain est en expansion. Ce succès est dû à la conjugaison de trois facteurs : sa présence dans la presse malgré la censure, le ralliement des bonapartistes et la vogue des idées libérales.
Tout d'abord, les journaux ont été un instrument efficace de propagande pour les républicains. Ceux-ci mettent en place deux stratégies pour continuer à exploiter la presse malgré la censure. Premièrement, certains républicains collaborent aux journaux libéraux qui parviennent à éviter la censure. C'est alors que Le Constitutionnel, La Minerve et surtout Le Courrier français, tenu par un ami de La Fayette, deviennent les organes « officiels » des républicains. Le pouvoir central ne met pas longtemps à comprendre le stratagème et oblige les détenteurs du  Constitutionnel à publier des ordonnances royales à l'encontre d'étudiants soupçonnés d'un éventuel complot symbolique le 14 juillet 1820, sous peine de suppression. La deuxième stratégie consiste à publier sans l'aval préalable. Des journaux clandestins sont créés, comme L'Ami de la Charte de Victor Mangin, l'un des plus importants en termes de diffusion. Mangin est arrêté et emprisonné pendant un mois et écrit plus tard que L'Ami de la Charte a « rendu quelques services à la liberté légale ». D'autres journaux sont également publiés mais changent de nom tous les jours afin d'échapper à la répression. Ces journaux sont distribués « sous le manteau » pour minimiser les risques d'interpellation. Le gouvernement réprime durement ces agissements. Les imprimeurs considérés comme républicains sont arrêtés et remplacés par d'anciens émigrés. Les préfets sont pourvus d'un journal subventionné, reflet des idéaux de la monarchie, afin de contrer les journaux républicains. Malgré la terrible répression, les républicains sortent grandis de cette épreuve. En raison des risques encourus, une solidarité s'installe entre eux : grâce à l'entraide qui lie camarades carbonari et francs-maçons emprisonnés, un fonds destiné à payer les amendes ou à garantir la vie de la famille de la personne incarcérée est mis en place.
Deuxième facteur de succès pour les républicains, les bonapartistes se rallient progressivement à eux après le décès de Napoléon sur l'île de Sainte-Hélène, le 5 mai 1821. Contrairement aux idées reçues, ces deux ennemis de la monarchie bourbonienne sont loin de s'entendre. Les républicains, muselés sous l'Empire par Napoléon, ont quelques réticences à ce rapprochement. C'est finalement la défense des idées révolutionnaires qui soudent les deux partis. L'idée d'une légende napoléonienne, qui érige Napoléon en « petit soldat de la Révolution », et en chef des armées révolutionnaires qui, submergea l'Europe de ses idéaux d'égalité et de liberté, est forgée sous l'impulsion de Béranger. Mais au-delà de Napoléon, c'est d'abord le système politique de la Restauration et ses députés qui est dénigré par le chansonnier dans de véritables pamphlets. Les symboles révolutionnaires sont mis à l'honneur comme le montre la plus populaire de ces chansons de l'époque : Le Vieux Drapeau (évoquant explicitement le drapeau tricolore supprimé depuis le retour des Bourbons en France). Ces chansonnettes sont un grand succès populaire, provoquant la fureur du gouvernement et l'envoi de Béranger en prison pour quelque temps. Durant sa captivité, l'homme de lettres continue d'écrire des chansons élogieuses à l'égard de la Révolution.
Enfin, un troisième facteur explique la montée en puissance de l'idée républicaine durant ces deux années 1820-1821, celui de l'évolution intellectuelle. Avec le romantisme qui se développe, l'idéal démocratique américain est pour ainsi dire flatté en rappelant habilement que celui-ci est inspiré des idées des Lumières. La Glorieuse Révolution de 1688 en Angleterre est redécouverte. De nombreux écrivains mettent leur plume au service d'une société plus égalitaire et plus libre, en encensant le libéralisme politique. Des historiens comme François Guizot critiquent également la corruption et l'illégalité des procès de la monarchie et laisse le champ libre aux oppositions les plus vivaces.
Témoin de la montée en puissance du mouvement contestataire qui s'empare du pays après les lois ultras de 1820 promulguées à la suite de l'assassinat du duc de Berry, la Charbonnerie compte plus de 30 000 à 40 000 membres, répartis dans 60 départements, en 1821.

### Les tentatives de révoltes

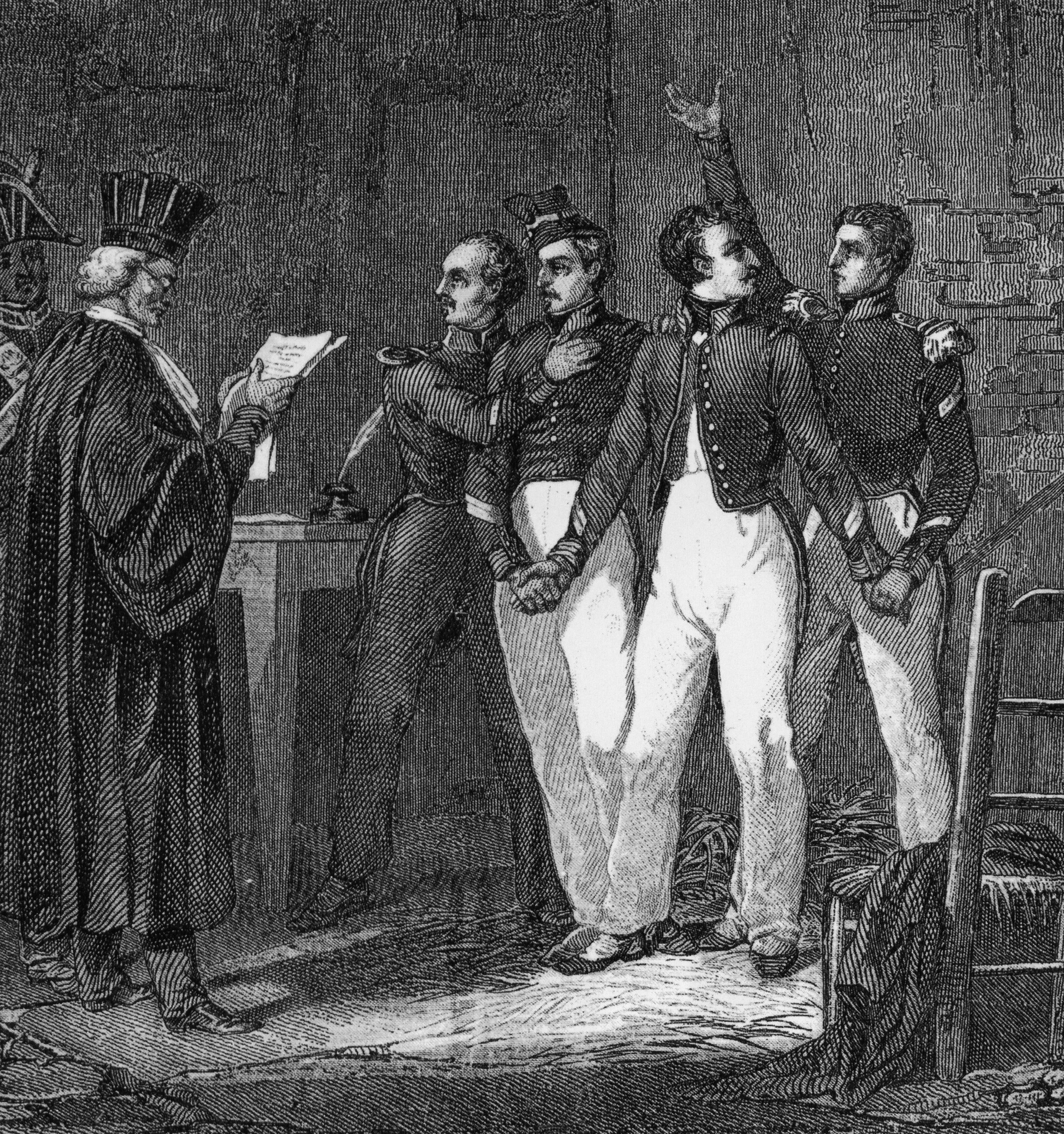
Les quatre sergents de La Rochelle peu avant leur exécution.

La réussite du coup d'État militaire de 1820 en Espagne montre aux républicains français la voie à suivre pour renverser les Bourbons du trône de France. Les carbonari sont désormais persuadés qu'en ayant une partie de l'armée avec eux, une révolution est possible. Sous l'impulsion de Bazard et de Buchez, les tentatives de ralliement de l'armée commencent début août 1820. La tâche s'avère plus difficile que prévu, les leaders maçonniques pensant que l'armée leur est acquise alors que ce n'est pas le cas. De plus, les républicains prennent des risques énormes dans leurs tentatives pour convaincre les militaires. Un complot (a posteriori nommé le Bazard français) consistant à provoquer l'insurrection de la garnison de Saint-Denis contre le pouvoir monarchique est découvert par les autorités royales à la fin du mois d'août 1820 et déjoué notamment grâce à l'action de Mounier. Celui-ci identifie les coupables mais aussi ceux qui « tirent les ficelles » de ces jeunes républicains engagés, autrement dit les chefs comme La Fayette, Dupont de l'Eure et les quelques libéraux ralliés au mouvement. Les comploteurs sont finalement arrêtés, d'autres s'exilent. Le procès des 34 accusés a lieu en juin 1821. Les sentences sont clémentes afin de ne pas faire de ces républicains des martyrs. Un complot similaire est découvert, celui des quatre sergents de la Rochelle. Dès 1821, dans le 45e régiment d'infanterie, plusieurs soldats refusent de crier « Vive le Roi ! », ce qui inquiète la police royale. Le régiment est, de ce fait, éloigné de Paris pour éviter une propagation de l'indiscipline militaire à la capitale, et il est transféré à la Rochelle. Les soldats semant le trouble sont finalement dénoncés comme membres de sociétés secrètes séditieuses par un indicateur. Ils sont arrêtés et jugés.

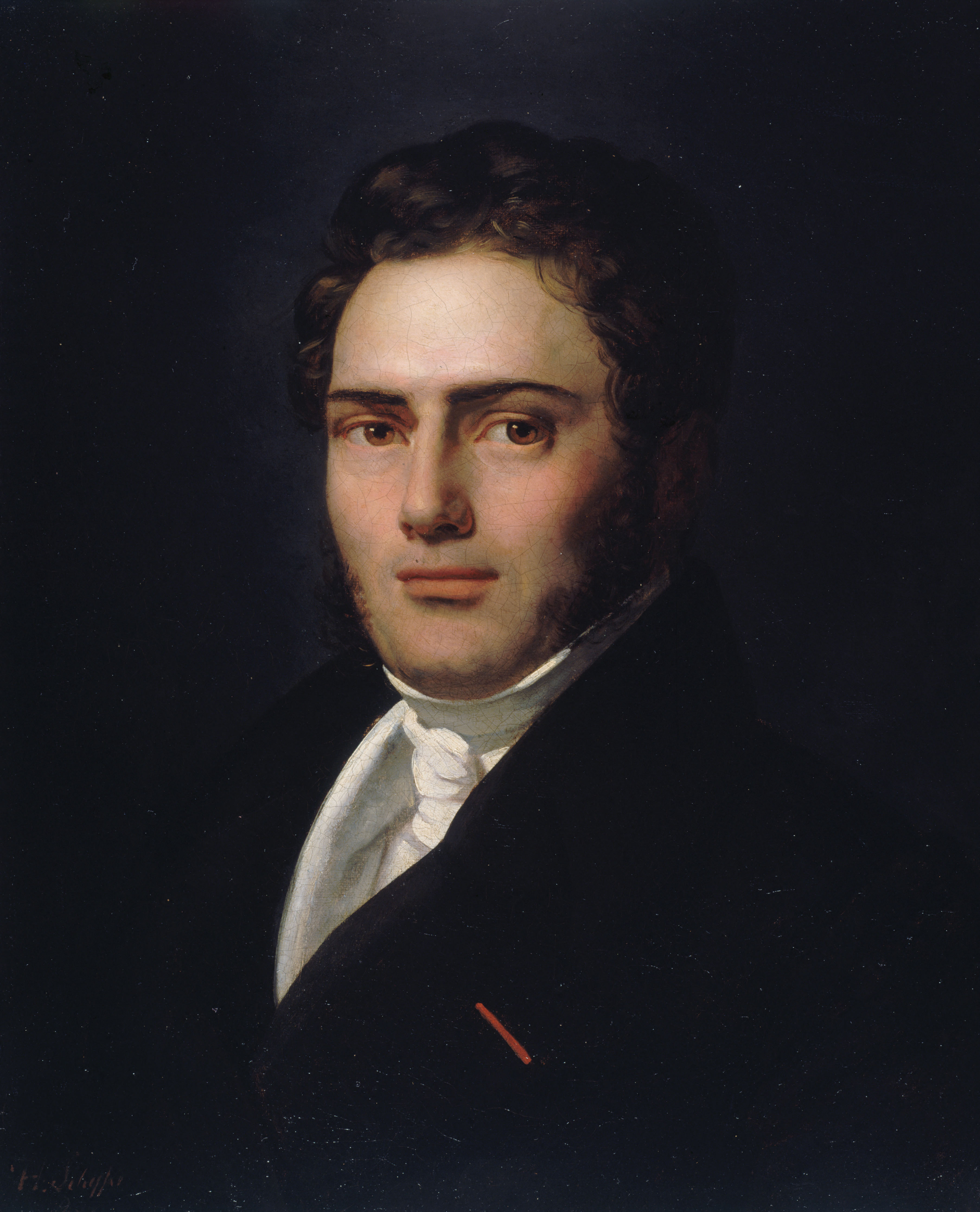
Bazard rattrape à temps la voiture de La Fayette.

Devant la répression du gouvernement, les républicains ne voient la solution que dans une révolution et se hâtent de préparer l'opération. Le lieu choisi pour le commencement de l'insurrection est Belfort, l'Alsace étant à l'époque un fief républicain. Le projet des révolutionnaires, appelé le « Grand plan », est de rallier la population et l'armée afin de prendre les préfectures et les mairies d'Alsace pour y proclamer une « république d'Alsace ». Après la prise de Belfort, le sentiment révolutionnaire doit se propager au pays entier, via les bastions carbonaristes des grandes villes françaises, ce que Gérard Minart appelle la « stratégie des dominos ». Le signal du départ de l'insurrection de Belfort est choisi : lorsque La Fayette entre dans la ville, les révolutionnaires se mettent en action. On fixe la date du complot au 29 décembre. Un événement inattendu vient compromettre ce plan : le gouvernement, qui a eu vent d'un complot général au milieu de l'année 1821, décide d'organiser un coup de filet des militants carbonari de l'École de cavalerie de Saumur. Le 24 décembre 1821, huit carbonari considérés comme suspects sont arrêtés. La Fayette, informé le lendemain, décide de ne pas partir pour l'Alsace, laissant les révolutionnaires dans le flou le plus total. Pour ne rien arranger, un sergent alsacien, qui rentre de permission plus tôt que prévu, découvre les actions séditieuses des soldats et dénonce le complot à ses supérieurs. Le projet avorte, certains comploteurs prennent la fuite et d'autres comme Buchez sont arrêtés. La Fayette, qui n'a pas été averti de l'arrestation, se décide finalement à partir pour Belfort, ne se doutant pas qu'il se dirige vers une situation compromise. Bazard, prévenu de la situation, rattrape la voiture du général à temps.
Malgré ce fiasco, Bazard milite âprement pour continuer à appliquer le plan, ce que certains n'approuvent pas. Devant l'enthousiasme général des militants carbonari, on décide finalement de poursuivre le mouvement insurrectionnel. François Corcelle est chargé de l'exécution des projets révolutionnaires de Lyon et de Marseille, mais il est trop tard, ces projets, déjà connus des autorités, prennent fin prématurément et les principaux meneurs sont contraints à la fuite. En dépit de l'échec de la révolution dans le Midi, l'étape suivante du plan, à savoir la conquête de l'ouest de la France, est lancée. Cela s'avère un choix malheureux car depuis l'arrestation des huit carbonari de Saumur, les experts du ministère de l'intérieur suivent méticuleusement la zone par l'intermédiaire d'indicateurs dans les réseaux maçonniques et carbonaristes de la région. Les représentants des ventes de l'ouest de la France se réunissent clandestinement le 17 février 1822 et décident de passer rapidement à l'action pour venger l'échec alsacien. La ville de Saumur devait être le point de départ de toutes les insurrections dans la région, mais quelques modifications sont apportées au plan. La révolution débutera à Thouars avant une longue marche remontant vers Saumur puis Le Mans. Le comité général de La Fayette, soutenu par des militants carbonari, s'oppose vainement à l'épreuve de force engagée dans l'Ouest. L'insurrection, dirigée par le général Berton, débute finalement le 21 février. Thouars est prise mais les républicains échouent devant la résistance des Saumurois fidèles à la couronne, et la révolution est anéantie.

### Le temps des procès

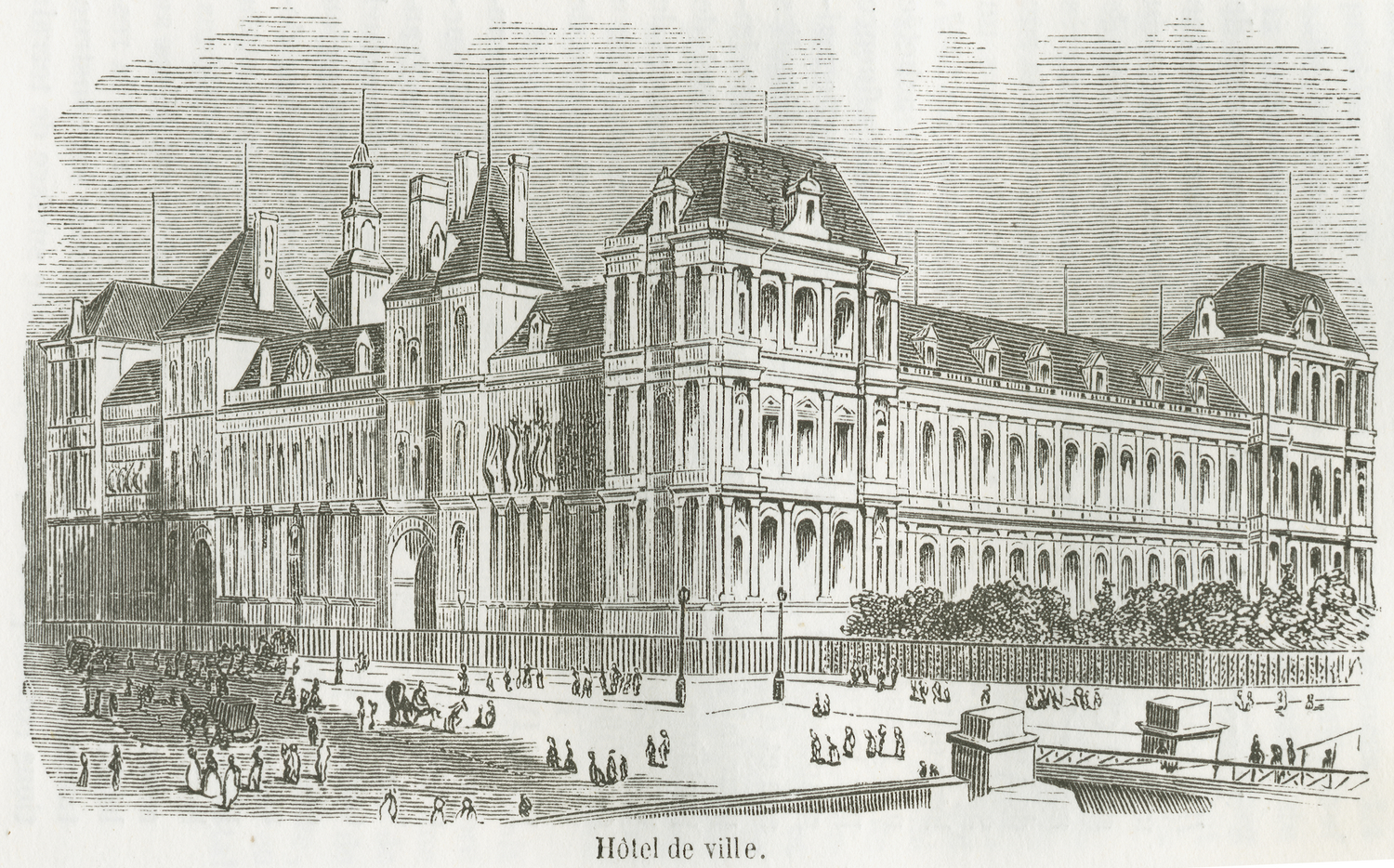
La place de Grève, théâtre de l'exécution des quatre sergents de La Rochelle.

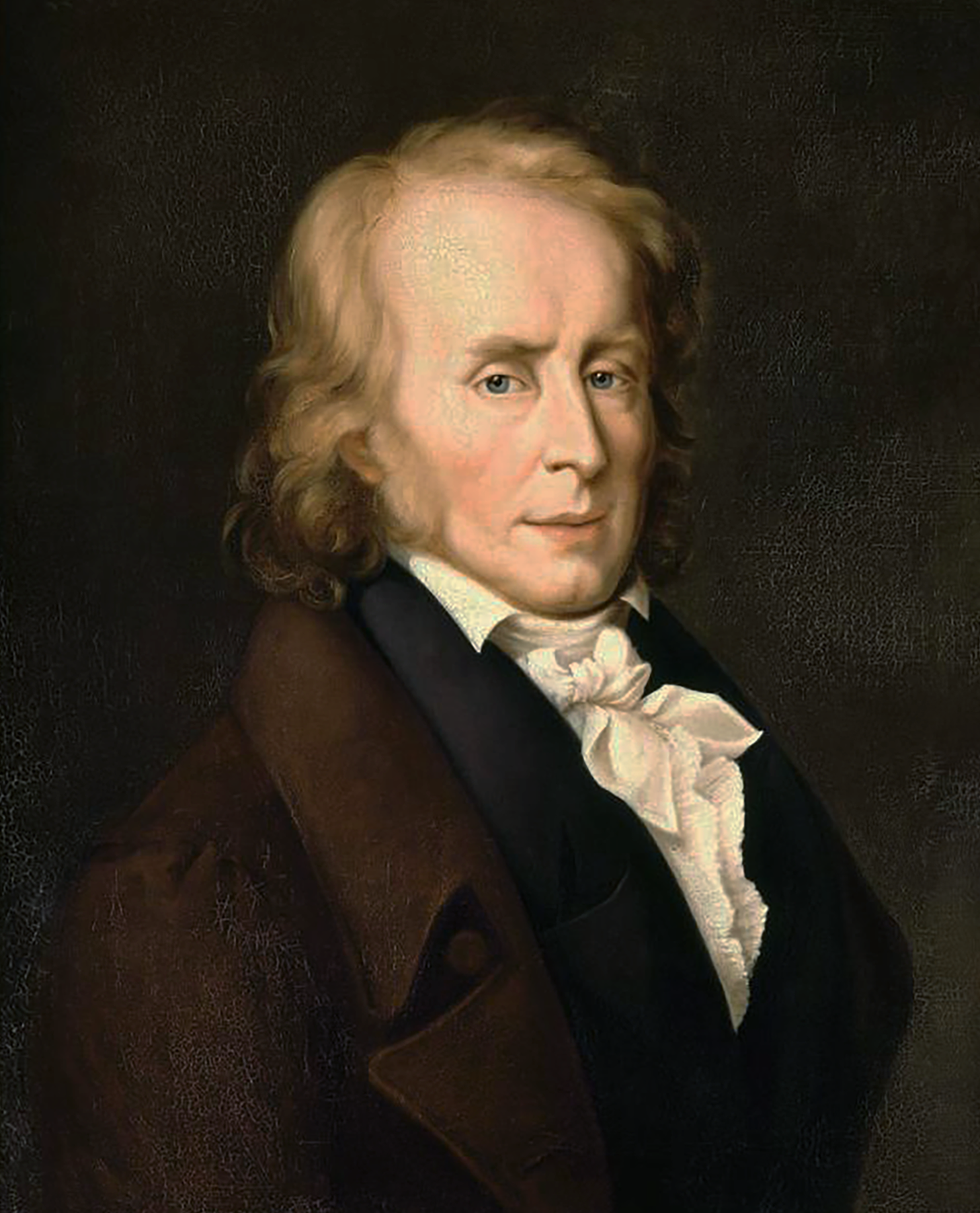
Benjamin Constant est soupçonné de complicité avec les insurgés de Thouars.

À la suite de l'échec de ces projets insurrectionnels, les principaux chefs fuient la France afin d'éviter l'arrestation, voire une condamnation à mort. Le gouvernement, devant le nombre d'insurrections pendant les années 1821-1822, déploie sa justice politique. Ainsi les préfets, commissaires de polices et procureurs sont réquisitionnés pour juger les quelques insurgés qui ont pu être arrêtés. Les quatre sergents de La Rochelle sont arrêtés, tout comme la majeure partie des insurgés de Thouars grâce à des indicateurs dans les ventes maçonniques de l'Ouest. Cette année 1822 est donc l'année des procès et de l'épuration de l'opposition républicaine par le pouvoir, la « Révolution » est terminée. Les libéraux, ralliés à l'élan révolutionnaire sans trop s'impliquer avec l'objectif de faire tomber la Restauration, perdent espoir.
Les procès s'enchaînent et le gouvernement Villèle les veut exemplaires. Le 25 avril, Fidèle-Armand Vallé, qui avait été chargé d'avertir tous les carbonari du Sud de l'échec de l'insurrection de Belfort, est condamné à mort. Il est finalement exécuté le 10 juin, devant une foule considérable. Le 1er mai, un des sergents saumurois arrêté fin 1821 monte sur l'échafaud ; il est le premier d'une longue liste. En juillet s'ouvre le procès des insurgés de Belfort, que le pouvoir veut également exemplaire. Mais devant l'hostilité de la population aux mesures répressives du gouvernement, tous les accusés, parmi lesquels figurent Buchez, sont acquittés ou écopent de condamnations légères. Les accusés reçoivent, de manière générale, le soutien de la population, laquelle soupçonne un retour à l'Ancien Régime depuis le virage à droite de la Restauration en 1820. Le gouvernement, au lieu de triompher, est en fait désavoué, ce qui exaspère ses dirigeants. Ceux-ci voient alors dans les procès des quatre sergents rochelais et dans ceux des insurgés de Thouars, une double occasion de régler leur compte pour un temps. Le pouvoir obtient finalement satisfaction. Le procès des insurgés de Thouars aboutit à dix condamnations à mort et essaye d'inquiéter Benjamin Constant en le désignant comme complice, ce qu'il réfute. Le général Berton, meneur de l'insurrection de Thouars, monte sur l'échafaud le 5 octobre 1822. Sur 25 accusés dans le procès de La Rochelle, quatre sergents sont condamnés à mort. L'autorité judiciaire veut les gracier à condition qu'ils désignent leurs chefs, ce qu'ils ne font pas, respectant la tradition de la Charbonnerie. Malgré la compassion de la population envers ces derniers, ils montent sur l'échafaud le 21 septembre 1822 sur la place de Grève à Paris. Le procès de ces quatre jeunes sergents ralliés à la République et leur condamnation à mort connaissent un fort retentissement médiatique et sonnent la fin de cette forme d'illégalité républicaine. Le gouvernement gagne donc la bataille judiciaire et affaiblit profondément le mouvement républicain. La charbonnerie est officieusement dissoute lors d'un congrès clandestin à Bordeaux. Les principaux meneurs la quittent après les échecs insurrectionnels, tandis que certains se tournent vers un nouveau mouvement : le socialisme, et en particulier le saint-simonisme.

## Changement de stratégie face à Charles X

### Résistance par la plume et nouvelles têtes

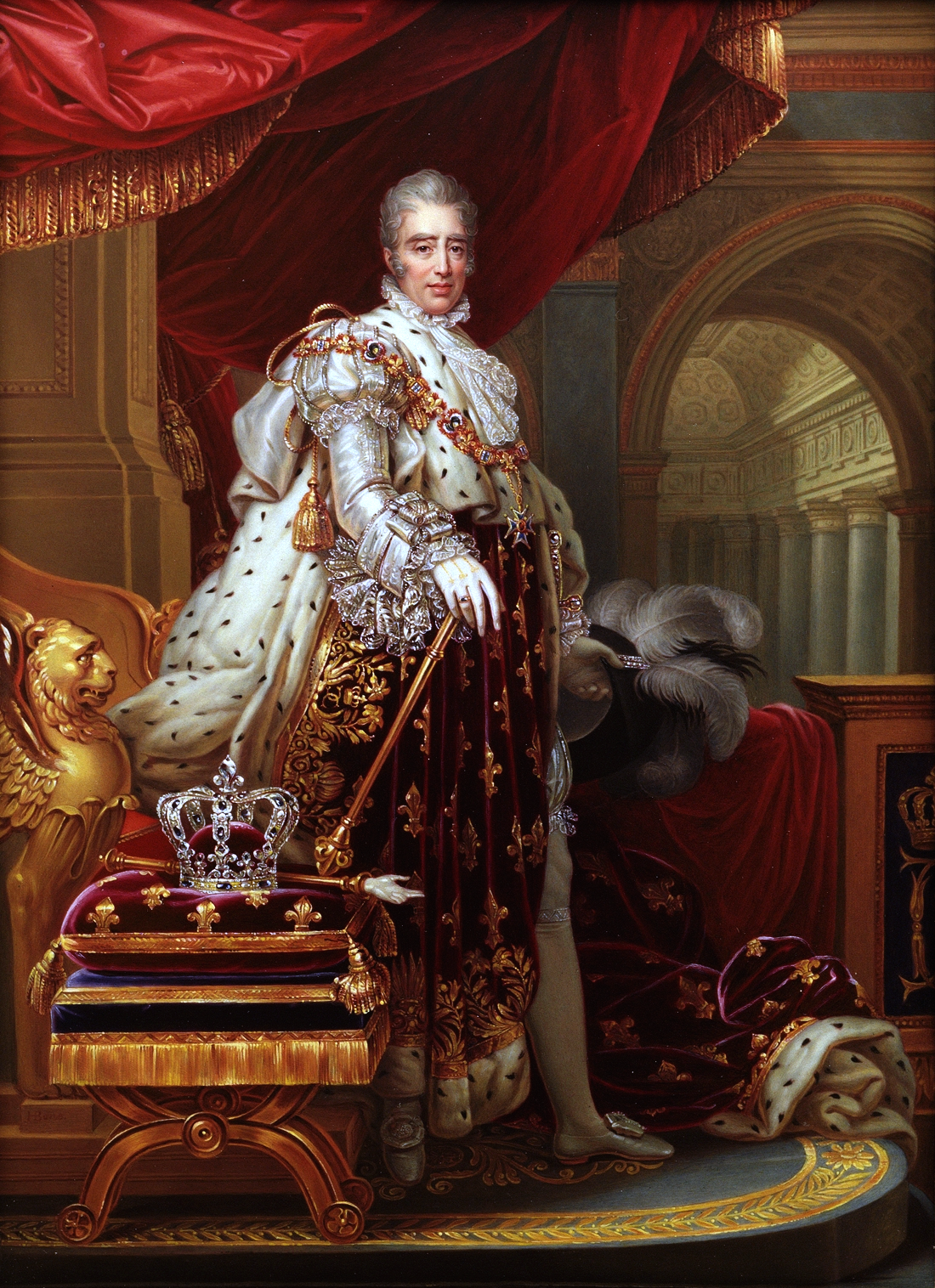
Charles X s'aliène les libéraux en prenant des mesures réactionnaires, avec le concours de Villèle.

En 1824, Louis XVIII meurt et son successeur au trône n'est autre que son frère, chef du parti ultra, Charles X, précédemment comte d'Artois. Contrairement à Louis XVIII, il ne souhaite pas du tout mener une politique de conciliation entre Révolution et Ancien Régime. Il hait profondément les avancées révolutionnaires notamment tout ce qui concerne les libertés individuelles. Dès le début de son règne, et même avant sous l'impulsion de Villèle, la censure de la presse est renforcée. Les républicains, face à ces nouvelles restrictions, s'expriment principalement à travers l'ironie de caricatures, des livres avec de faux titres ou encore des tracts historiques ou bibliographiques imprimés clandestinement. Ce sont ces derniers qui vont jouer un rôle majeur dans la propagande républicaine. L'écriture de l'histoire de la république américaine par trois amis de La Fayette permet la diffusion de l'idéalisme démocratique que défendent les républicains français. Cette histoire est aussi véhiculée par la presse. En 1826, Armand Carrel, qui a participé à la révolution ratée de Belfort, fonde la Revue américaine, dans laquelle la démocratie à l'américaine est vantée. Cette revue est largement distribuée et contribue au regain des républicains à partir de 1827.
Les États-Unis ne sont pas la seule source d'inspiration pour le mouvement républicain. Certains carbonari regardent ainsi l'exemple de la monarchie britannique, rejoignant en cela beaucoup de libéraux. En 1825, Armand Carrel publie La révolution de 1688 en Grande-Bretagne, expliquant la chute des Stuarts. Dans ce livre sont comparés, très explicitement, Bourbons et Stuarts et les allusions sont à peine masquées dans son vœu d'une Glorieuse Révolution à la française. Dans le même temps, Augustin Thierry publie l'Histoire de la conquête de l'Angleterre par les Normands, faisant l'éloge de « l'esprit inné de liberté chez les Saxons ». Cet ouvrage est relayé par la presse et par le nouveau journal libéral Le Globe. S'ajoutent à tous ces éloges du système parlementaire de nouveaux écrits sur la Révolution française. Deux jeunes historiens parfaitement inconnus à l'époque, Thiers et Mignet, publient leur Histoire de la Révolution. Pour la première fois, des ouvrages rendent cette histoire accessible au plus grand nombre (Mignet passe rapidement la barre des 200 000 ouvrages vendus). Guizot, quant à lui, publie ses Essais sur l’histoire de France et les deux premiers volumes de son Histoire de la Révolution d’Angleterre. Cette valorisation de la démocratie autant que du parlementarisme contribue à rapprocher les libéraux des républicains.
Charles X, conformément à la coutume de l'époque, accorde une amnistie de début de règne en 1825. Cette amnistie permet aux principaux chefs républicains comme Trélat, Bazard et Buchez, contraints à l'exil, de revenir sur le territoire. À ce retour des cadres du parti, s'ajoute l'émergence d'une nouvelle génération montante républicaine. En 1825, le parti républicain compte déjà dans ses rangs Godefroy Cavaignac, Jules Bastide et Étienne Arago, tous nés après 1800. À cette jeune génération s'ajoutent trois nouveaux éléments : Armand Marrast, éminent homme de lettres qui, plus tard, éditera La Tribune des départements ; Étienne Garnier-Pagès, futur grand orateur du parti républicain, et enfin Robin Morhéry, qui jouera un rôle très important dans les révolutions de 1830 et 1848. Le parti républicain acquiert avec ces jeunes recrues une « génération clé » qui joue un rôle dans tous les épisodes révolutionnaires du XIXe siècle, ainsi que dans l'établissement des futures Deuxième et Troisième Républiques.

### L'alliance des orléanistes et des républicains

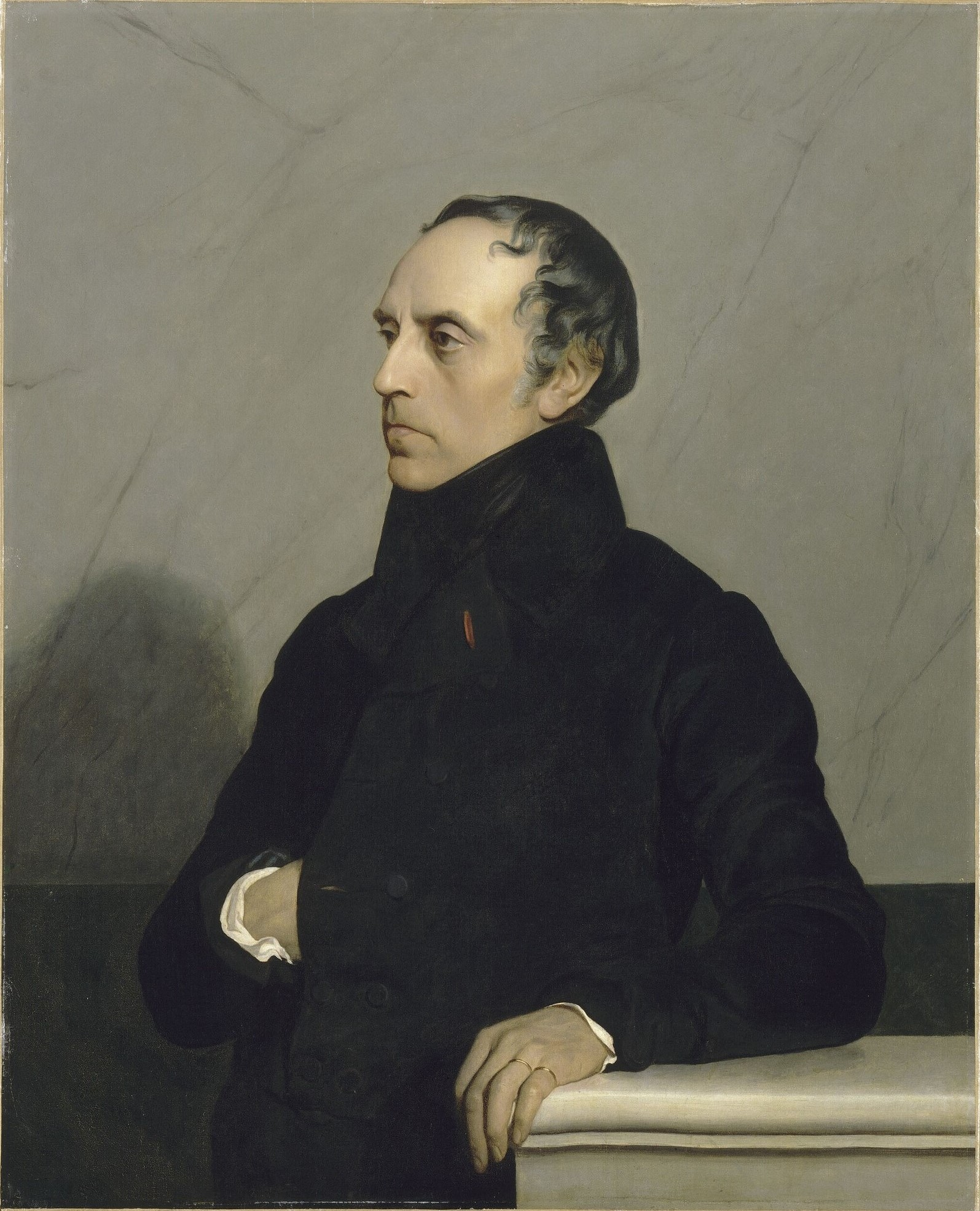
François Guizot est l'un des principaux meneurs orléanistes.

En dépit de leurs divergences, orléanistes et républicains sont obligés de s'allier face à la politique ultra-royaliste qu'ils désapprouvent conjointement. L'alliance semble même inévitable lorsque des bruits de retour à l'Ancien Régime se propagent et sont implicitement confirmés par le sacre de Charles X en 1825. De nombreux intellectuels comme Victor Cousin encouragent les étudiants à publier des écrits dénonçant l'Ancien Régime. De ce fait, une nouvelle génération d'étudiants garnit les rangs républicains, déployant toute sa verve à convaincre le plus de monde possible des bienfaits d'un réel régime parlementaire. Edgar Quinet et Auguste Sautelet sont les plus célèbres représentants de cette génération baignée dans les idéaux républicains et libéraux des années 1825-1830. Le premier est le grand ami de Jules Michelet et le second fonde, avec quelques amis, la Gazette littéraire, véritable outil de propagande républicaine. Il existe cependant des rivalités entre les deux courants de pensées. Les constitutionnels, partisans de la montée sur le trône de Louis-Philippe depuis les mesures controversées de Charles X, sentent de plus en plus le poids des républicains dans l'opinion et tentent de les rallier à l'idée d'une monarchie constitutionnelle, ce à quoi ils n'arrivent pas, les jeunes républicains étant trop sûrs de l'imminence d'une république présidée par La Fayette. Les constitutionnels et libéraux siégeant à la chambre se refusent à toute idée de suffrage universel comme le prônent les républicains. En 1829, Benjamin Constant écrit dans ses Mélanges de littérature et de politique qu'il « entend le triomphe de l'individualité [...] sur les masses qui réclament le droit d'asservir la minorité à la majorité », soit la défense de l'oligarchie bourgeoise face à la majorité des français, considérés comme apolitiques. Les républicains participent aux banquets organisés par les libéraux mais n'approuvent pas forcément les idées qui s'y diffusent. En avril 1830, Godefroy Cavaignac refuse de porter un toast au roi lors d'un banquet républicain organisé par les 221 signataires de l'adresse à l'encontre de Polignac, chef du gouvernement de l'époque.
En 1827, avec l'échec des lois de Villèle, de nouvelles élections se profilent. Les républicains et les libéraux décident de s'organiser uniformément et créent une société à cet effet, Aide-toi le ciel t'aidera. Cette société permet aux orléanistes de sortir de l'ombre et, dès sa création, c'est François Guizot qui en prend la tête puisqu'il en dirige le conseil central. Ce conseil réunit à lui seul tout le futur personnel politique libéral de la monarchie de Juillet : Thiers, Rémusat, Barrot, Laffite et Casimir Perier, auxquels se mêlent de jeunes étudiants alors inconnus comme Auguste Blanqui. Si la société est clairement orléaniste à sa fondation, Cavaignac, Carnot et Bastide poussent le conseil central à élargir son périmètre aux francs-parleurs républicains, dont ils sont des membres influents. En dépit des désaccords de fond, orléanistes et républicains se retrouvent dans la défense du libéralisme et la lutte contre l’Église. Finalement, les orléanistes acceptent la demande des républicains, et la coopération républicains-orléanistes est désormais établie, permettant d'envisager sereinement les échéances électorales à venir.

### Les élections de 1827: victoire symbole

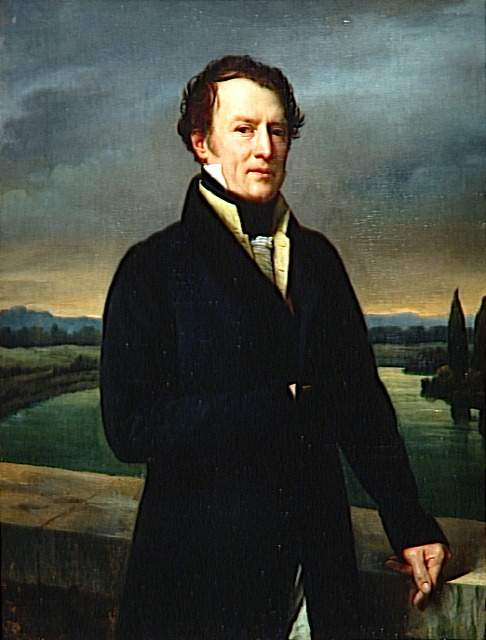
Les obsèques de Jacques-Antoine Manuel servent d'outil de propagande aux libéraux.

L'opposition à Villèle n'a que très peu de temps pour s'organiser. Sous l'impulsion de la société Aide-toi, journalistes, typographes et sympathisants constituent nombre de réseaux d'opposition, pour la plupart dans les villes où les républicains projetaient une insurrection quelques années plus tôt. Des chefs régionaux républicains apparaissent avec la constitution de ces réseaux provinciaux tels que Ferdinand Flocon à Poitiers. Ces rédacteurs de journaux sont soutenus par les riches avocats et banquiers orléanistes et par les souscriptions lancées un peu partout par des étudiants. Une véritable solidarité émane de cette société, les républicains collaborent dans les grands journaux libéraux tandis que les journaux qui font beaucoup de bénéfices soutiennent les plus pauvres, afin de constituer une véritable presse d'opposition à l'ultra-royalisme. André Encrevé parle même de reconstitution du front de 1789, unissant tous les partis face aux partisans de l'Ancien Régime. Savants, écrivains, juristes, membres des universités et provinciaux mettent en commun leurs travaux. De cette association des forces hostiles au régime naissent les fondements idéologiques des républicains pour tout le XIXe siècle. Les rencontres sont cependant difficiles du fait de l'interdiction des réunions. Les funérailles sont alors l'occasion de grandes manifestations de l'opposition. Ainsi, lorsque Jacques-Antoine Manuel meurt en 1827, Armand Marrast et Robin-Morhéry organisent un immense cortège funèbre pour montrer la force de l'opposition à Villèle. Charles X, furieux après cette démonstration, renvoie Marrast de son poste d'enseignant. Cette répression ne suffit pas à calmer les républicains, tous les réseaux clandestins se retrouvent unis sous l'égide de la société Aide-toi, ce qui leur donne une apparence légale. Des réunions s'organisent clandestinement dans les bureaux du Globe : la machine libérale semble lancée.
L'opposition est aidée par les mesures impopulaires et anachroniques que prennent Charles X et Villèle. La loi du sacrilège, en particulier, scandalise l'opinion publique. La compagnie de Jésus est de nouveau autorisée à enseigner, écartant de ce fait les professeurs républicains et déclenchant une colère nationale. Le 17 avril, l'ordonnance renforçant la censure de la presse rencontre une vive opposition, notamment celle des pairs, si bien que le gouvernement doit la retirer. La mesure la plus maladroite reste la dissolution de la garde nationale : le 29 avril 1827, le roi passe en revue la garde qui l'accueille très froidement. Touché dans son orgueil, il la dissout le lendemain. Cette dissolution se révèle une erreur politique majeure car la garde nationale est depuis longtemps la chasse gardée des classes moyennes. Depuis 1820, les républicains ont rallié la majeure partie de la Garde nationale à leur cause, ce qui fait environ 40 000 hommes. Selon la comtesse Charlotte de Boigne, la dissolution de la garde par Charles X sème « dans le cœur de la population [...] un germe de haine dont les fruits se trouvèrent mûrs en 1830 ».
Dès octobre 1827, six élections partielles sont gagnées par la coalition libérale. Villèle, qui trouve la chose intolérable et qui cherche à donner un second souffle à son gouvernement, convainc Charles X de dissoudre la chambre et de nouvelles élections sont prévues les 17 et 24 novembre. Une intense campagne est menée par l'Aide-toi aussi bien à Paris qu'en province. La société dénonce le système des candidatures officielles et les diverses manipulations électorales du gouvernement tout en axant sa campagne sur trois points : l'octroi d'un salaire aux députés, une meilleure répartition des circonscriptions et l'élargissement des critères d'éligibilité (notamment en termes d'âge minimum afin de favoriser la jeunesse républicaine). Les candidats affiliés à la société Aide-toi obtiennent un succès sans précédent. La société est majoritaire dans 25 des 30 plus grandes villes du royaume. Au Havre par exemple, Jean-Marie Duvergier de Hauranne, célèbre figure libérale, est élu à une écrasante majorité. À la suite de ces élections, Villèle est contraint à la démission. Charles X, lui, prend peur pour sa couronne et interroge le duc d'Orléans sur ses intentions. Ce dernier lui répond par un message devenu célèbre : « Ils désirent établir une république en France et détruire la Couronne, mais je ne le permettrai pas. » Charles X croit naïvement que Louis-Philippe est loyal mais, en coulisses, le duc se prépare à une possible arrivée au pouvoir.

## 1830: l'année décisive

### Prémices d'une révolution

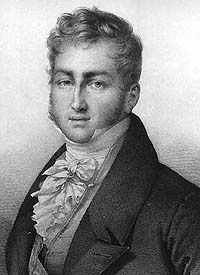
Jules de Polignac crispe les députés de gauche.

Après la tentative ratée de conciliation libérale du gouvernement Martignac, Charles X nomme à la tête du gouvernement un ultra notoire : Jules de Polignac en 1829. Sa nomination provoque la colère de la presse de gauche, notamment celle de La Tribune, presse ardemment républicaine mais délaissée par les orléanistes au profit du National de Thiers. Auguste Fabre dit d'ailleurs que La Tribune est le seul véritable journal républicain et qu'il est, de ce fait, plus facilement censuré. Contrairement aux orléanistes, les républicains sentent l'imminence d'un coup de force de Charles X. À la fin de l'année 1829, un nouveau comité central républicain est créé afin de préparer une éventuelle révolution. Ce comité secret tient à l'écart les orléanistes. Il organise l'insurrection, chaque chef républicain étant chargé de prendre un arrondissement de Paris et de s'y proclamer maire. Certains membres du comité sont désignés pour former les étudiants et les ouvriers sympathisants à l'action révolutionnaire dans le courant de l'année. Par ailleurs, l'Association des Patriotes, créée dès janvier 1830, promeut la conspiration La Fayette, qui a pour projet l'installation du « héros des deux-mondes » à la présidence d'une éventuelle république. Afin de ne pas compromettre La Fayette, les réunions se tiennent dans les locaux de La Tribune. Quant à la presse orléaniste, elle condamne fortement la politique de Polignac bien qu'elle croie encore en Charles X. Le Journal des débats écrit le 29 janvier 1830 : « Entre le ministère et la chambre, il n'y a pas de transaction possible. Il faut que l'un ou l'autre se retire ». Le Globe, devenu quotidien, multiplie les attaques à travers ses articles, si bien que son rédacteur en chef est emprisonné pendant quatre mois.

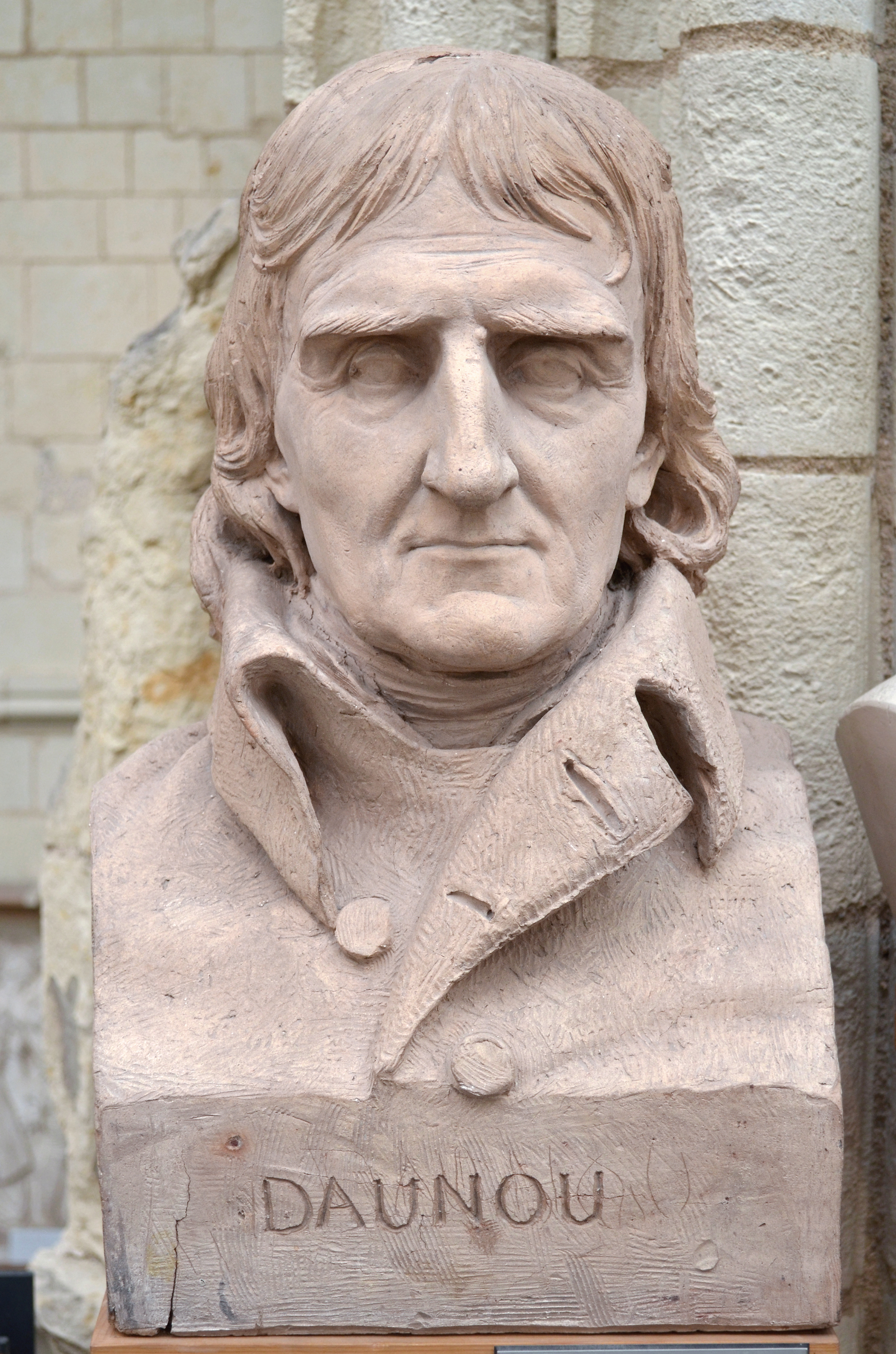
Pierre Daunou expliqua en quoi Charles X violait l'esprit de la Charte avec ses ordonnances.

Lors du discours du trône devant les chambres du 3 mars 1830, le roi vante les mérites de l'expédition d'Alger sans parler de politique intérieure. Les députés de l'opposition, peu enclins à se laisser bercer par de telles paroles, demandent le renvoi de Polignac. Ils signent l'Adresse des 221, rédigée par Royer-Collard, qui est une véritable motion de défiance envers le ministre. Le 18 mars, le roi rejette cette requête et finit par dissoudre la chambre le 16 mai, en fixant les élections aux 23 juin et 3 juillet. Les orléanistes et républicains jubilent et croient en un nouveau succès comme en 1827, le mot d'ordre étant la réélection des 221. Des journaux sont alors fondés dans toute la France par des républicains convaincus (Jeune France, Le journal de Maine-et-Loire, Le Précurseur et Le Patriote, ce dernier étant dirigé par Marrast). Des bruits circulent sur la possibilité d'un coup d'état fomenté par Charles X. Les républicains se hâtent donc et organisent de nombreux banquets afin de préparer les esprits à la révolution. Lors de ces banquets, de nombreux discours séditieux se font entendre, alertant la police. Quelques jours avant les élections, les étudiants se confrontent aux forces de l'ordre, provoquant l'émotion parmi la population. Le 23 juin, les résultats tombent : ils sont défavorables au gouvernement, l'opposition passe de 221 à 274 sièges. Charles X décide de temporiser et repousse le discours du trône devant la nouvelle chambre au 3 août. Les députés partent en vacances, et le roi en profite pour promulguer de nombreuses lois conservatrices.
Le 25 juillet 1830, Charles X suspend la liberté de la presse, dissout la Chambre et réduit le nombre des électeurs par les quatre ordonnances de Saint-Cloud. De nouvelles élections sont fixées en septembre. Pour l’opinion, c’est un véritable coup d’État. Bien que le gouvernement n'ait pas les moyens nécessaires à sa défense, les orléanistes ne semblent prêts à réagir que par la voie légale comme en témoigne le texte de protestation que rédigent les journaux libéraux. Peu de députés sont encore à Paris mais les treize députés républicains, tous présents, se déclarent prêts à prendre la tête d'une insurrection. Ils s'activent et, grâce à leur solide et rapide organisation, prennent à contre-pied les ordonnances de Charles X. L'Association des Patriotes est sur le pied de guerre. Les étudiants, avec l'appui de Daunou, lisent partout à haute voix les ordonnances au peuple et leur expliquent en quoi elles violent la charte. Les orléanistes, quant à eux, prennent peur face à la voie illégale empruntée par les républicains et décident de rester en retrait de la révolte. Le 26 juillet au soir, les membres les plus influents de l'association se réunissent chez Armand Marrast pour organiser l'insurrection prévue pour le lendemain. Il est décidé qu'elle débutera à Paris. Une autre réunion réunissant les députés républicains se tient en parallèle chez Alexandre de Laborde. Après de longs débats, les députés se rallient à la révolution. Des plans sont élaborés afin de se procurer des armes et dépaver les rues. La soirée du 26 juillet est le théâtre d'une guérilla urbaine entre forces de l'ordre et insurgés, qui vandalisent ce qu'ils trouvent. La révolution est lancée.

### Les Trois Glorieuses

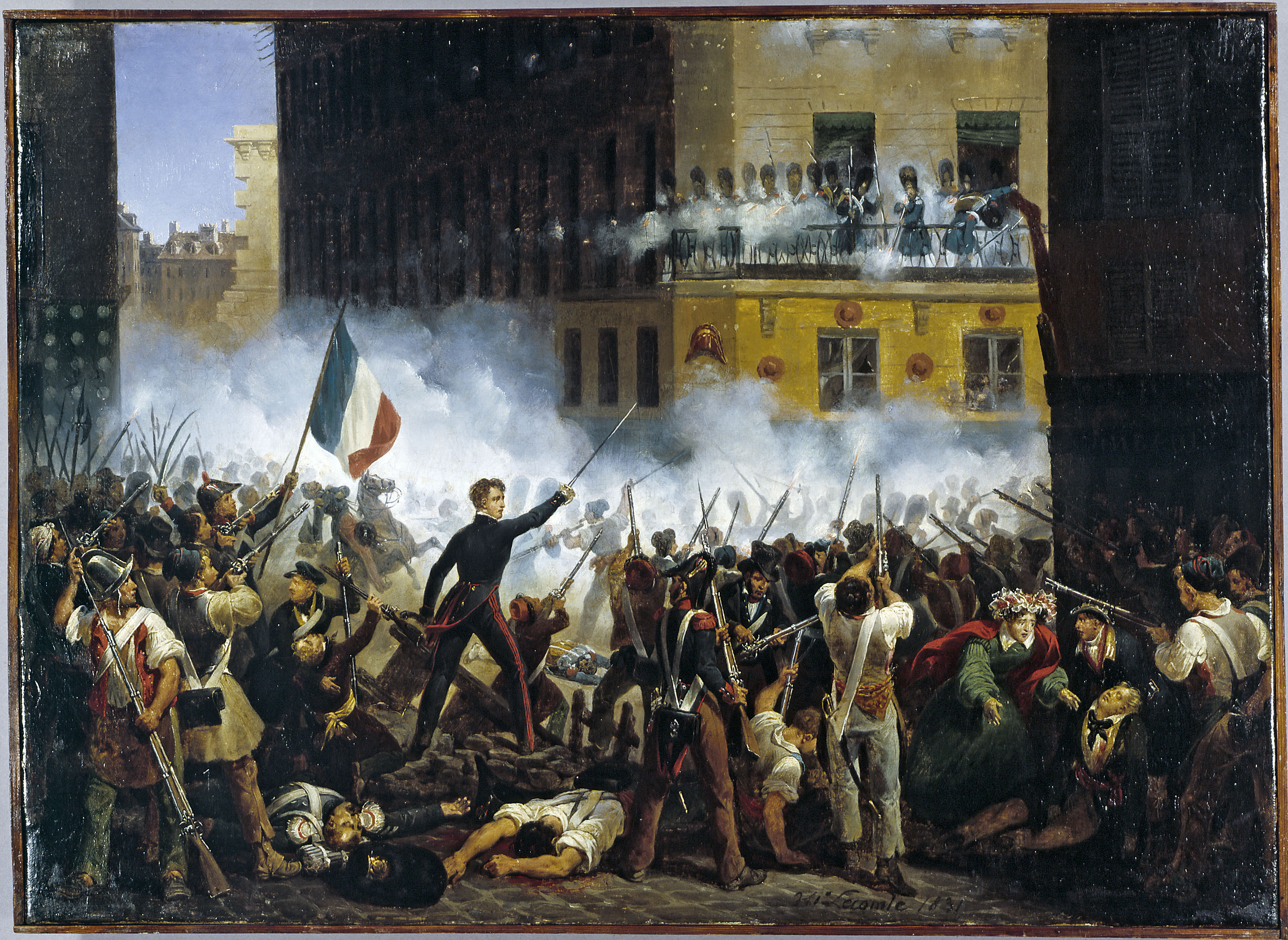
Hippolyte Lecomte, Combat de la rue de Rohan le 29 juillet 1830, musée Carnavalet.

Le 27 juillet au matin, la Révolution n'est encore connue que des organisateurs. Morhéry et ses complices coupent les moyens de communication. Les pompiers, cochers, et charretiers sont prévenus de l'imminence de l'insurrection par des jeunes de l'association des patriotes tandis que des étudiants sabotent le télégraphe Chappe, coupant Paris du reste de la France. Pendant que les journalistes libéraux restent hésitants, pour finalement décider de publier sans autorisation, Auguste Blanqui et Armand Marrast rassemblent les étudiants du Quartier latin qui affluent sur les ponts de Paris, prêts à en découdre. À midi, il y a déjà un mort, érigé en martyr par Benjamin Clemenceau, galvanisant les insurgés. Pendant que Marmont décide d'envoyer des troupes aux points stratégiques de la capitale, les étudiants de l'Association des Patriotes sont réunis dans les locaux de La Tribune. Il est décidé d'attaquer les petits postes de police afin de se fournir en armes, et de monter, partout où l'on peut, des camps insurrectionnels pour convaincre la population de rejoindre le mouvement. Les premières barricades sont érigées vers Montmartre et, selon Jean Tulard, les lieutenants de Morhéry rallient les ouvriers parisiens à leur cause. À 6 heures du soir, environ 5 000 personnes se regroupent faubourg Saint-Honoré et les députés républicains décident, malgré l'opposition des orléanistes, de mettre en place les municipalités occultes décidées depuis 1829 déjà. On fait piller les armureries et les musées militaires, et on tente de propager le sentiment insurrectionnel dans tout Paris.

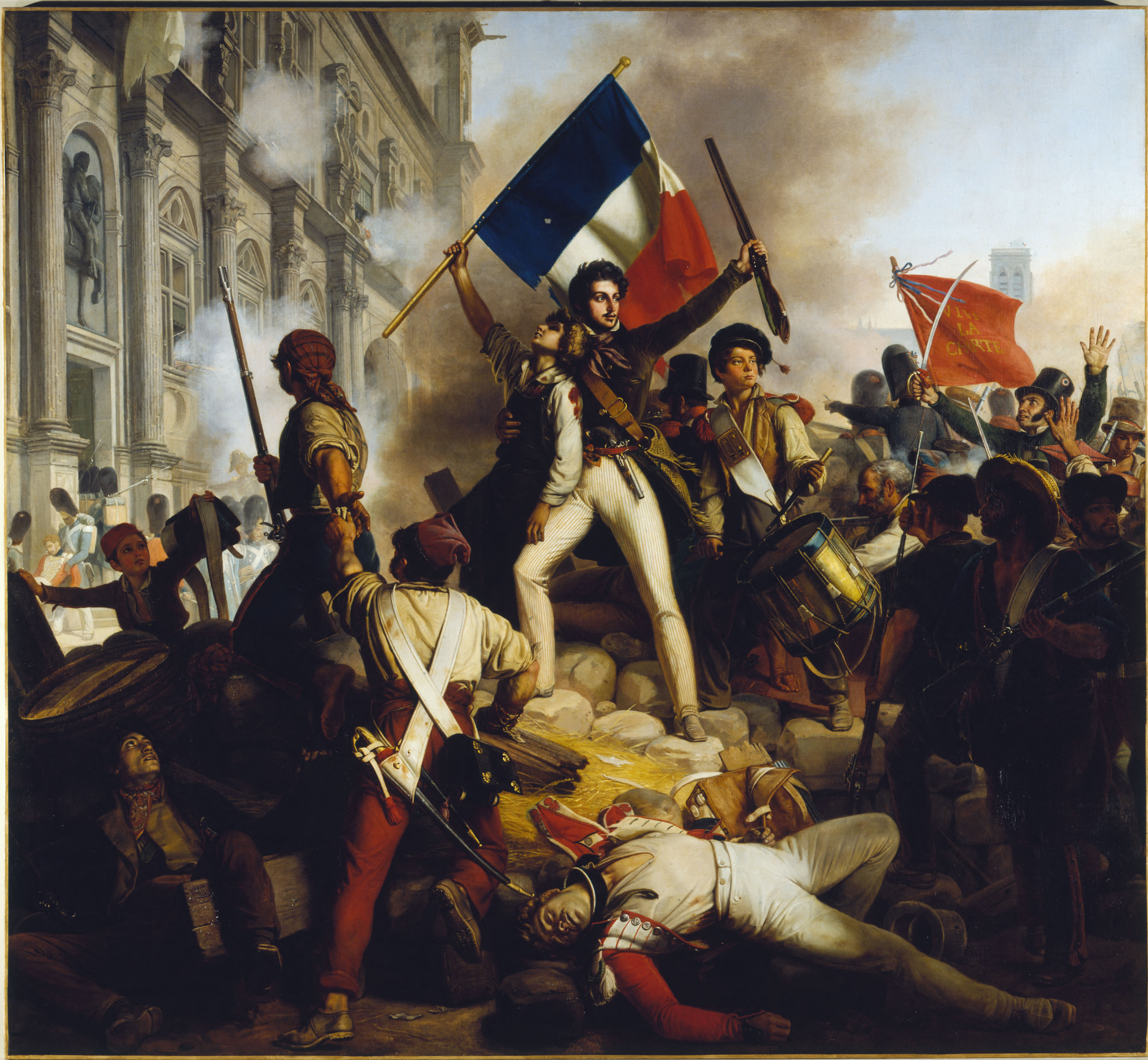
Combats pour la prise de l'hôtel de ville durant les Trois Glorieuses.

Le 28 juillet au matin, des barricades sont dressées un peu partout dans Paris. Pendant qu'orléanistes et notables fuient la ville, les carbonari sont prêts au combat. Le comité central républicain, réfugié chez les frères Garnier-Pagès, ordonne la prise des armes. Il y en a beaucoup de cachées, mais pas assez pour tous les révolutionnaires. De son côté, le maréchal Marmont compte bien mettre fin à l'insurrection. Sa stratégie est de repousser les républicains dans les faubourgs ouvriers afin de reprendre le cœur de Paris, tenu alors par les révolutionnaires. Ni Marmont, ni Polignac ne pensent alors à une révolution, croyant les insurgés désorganisés. Or, dans cet après-midi du 28 juillet, les insurgés repoussent les armées royales qui ne parviennent pas à reprendre l'Hôtel de ville. À cinq heures de l'après-midi, le drapeau tricolore est arboré sur l'Hôtel de Ville et les combats cessent. Marmont se replie vers l'ouest de Paris, considérant que l'insurrection peut encore être maîtrisée, mais il encourage Polignac à entamer des négociations, ce que ce dernier refuse. Marmont et les royalistes, de plus en plus inquiets, en informent alors le roi et lui demande de prendre rapidement une décision. Marmont lui envoie la célèbre note « Ce n'est pas une révolte, mais une révolution. L'honneur de la couronne peut encore être sauf, demain il sera peut-être trop tard. » Entre-temps, la nouvelle des ordonnances arrive en province, provoquant l'émoi des populations qui demandent le rétablissement de la Garde nationale dissoute en 1827.
Dès le 29 juillet, la révolution parisienne s'étend en province où les républicains luttent contre les maires et préfets réticents. À Nantes, après d'intenses combats, le drapeau tricolore flotte sur la préfecture. À Lyon, les ex-gardes nationaux, avec la complicité de la population, prennent d'assaut l'hôtel de ville où le maire s'est littéralement barricadé. À six heures du matin à Paris, les insurgés républicains reconstruisent des barricades. À sept heures, « l'état-major » républicain décrète la prochaine cible : le Palais du Louvre. Une immense foule, qui comprend Bazard, Buchez, Guinard, Cavaignac et Bastide, part du Panthéon et se dirige vers le palais. Devant le nombre des insurgés qui croît avec le temps et le soutien la population parisienne aux émeutiers, les armées royales fuient vers les Champs-Élysées et laissent le Louvre aux révolutionnaires. Ceux-ci prennent ensuite les Tuileries. Les pertes sont estimées à 200 hommes chez les soldats et à un millier chez les insurgés. L'armée royale est officieusement vaincue dans la soirée, ne pouvant plus que protéger le château de Saint-Cloud où se trouvent Charles X et Polignac. La partie semble gagnée pour les révolutionnaires, les armées royales s'étant repliées hors de Paris.

### L'hésitation et la trahison orléaniste

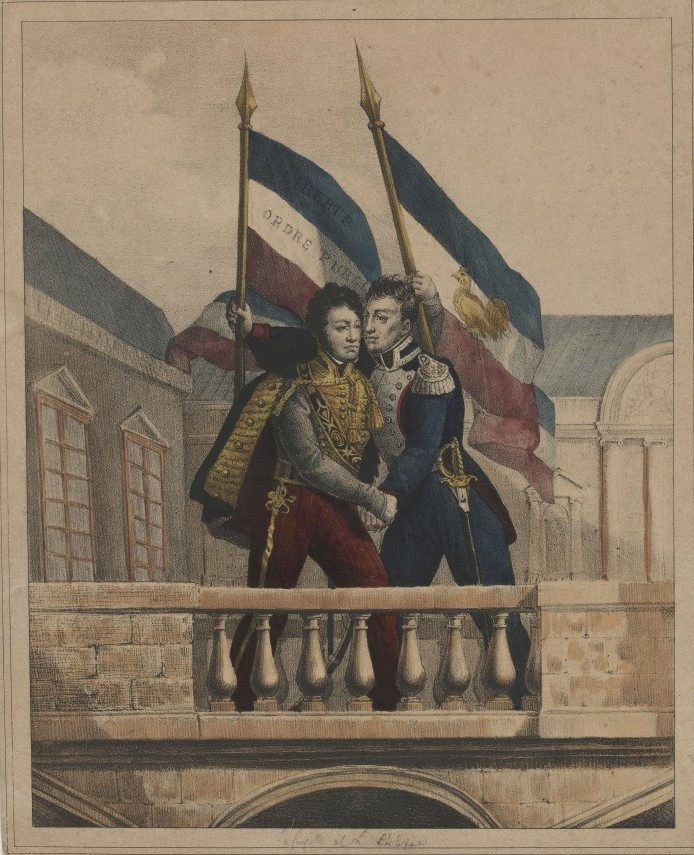
L'accolade entre La Fayette et Louis-Philippe.

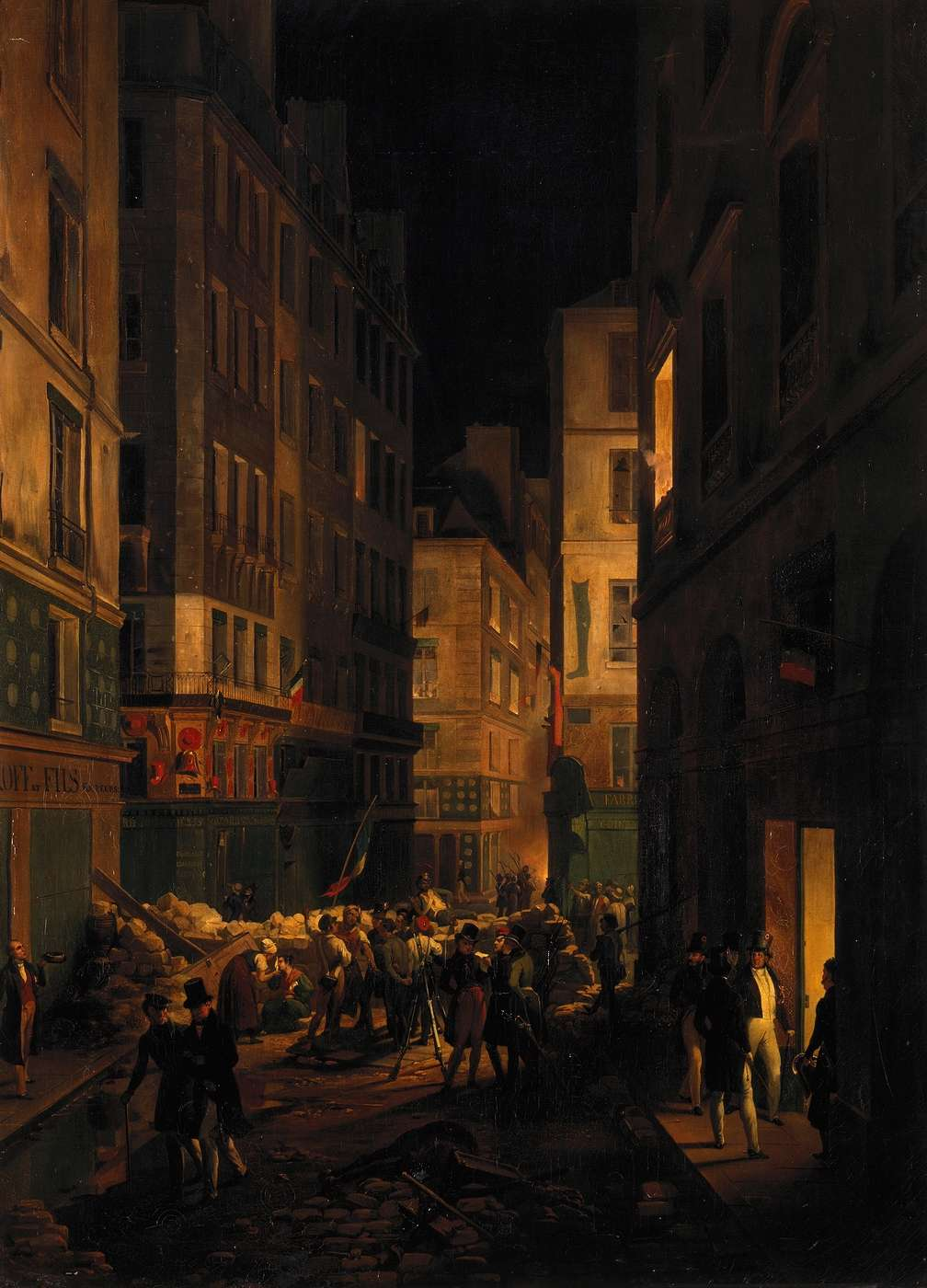
Arrivée du duc d'Orléans au Palais-Royal.

La Fayette, absent les 27 et 28 juillet, revient à Paris le 29. Il prend la tête de la garde nationale et alerte les orléanistes sur les projets républicains de la commission centrale à l'Hôtel de ville. Finalement les orléanistes négocient deux sièges sur cinq dans cette commission inspirée du modèle américain. La Fayette est, de fait, l'arbitre entre orléanistes et républicains durant ces Trois Glorieuses, c'est lui qui détient l'avenir de la France entre ses mains. Conscient de son rôle, il ne fait, dans un premier temps, aucune allusion à la république ni au duc d'Orléans. Charles X, entre-temps, retire les mesures à l'origine des troubles et ordonne la formation d'un cabinet. Néanmoins plus personne ne croit en son avenir à Paris. Il est envisagé de déplacer le gouvernement à Tours, mais le roi s'y refuse et préfère prendre le chemin de l'exil. Il n'y a alors plus d'obstacle à un changement de régime. On s'interroge toutefois : faut-il proclamer une république ou une seconde monarchie constitutionnelle avec pour roi le duc d'Orléans ? Malgré le fait que ce sont les républicains qui ont mené l'insurrection, les orléanistes, ayant en tête le spectre d'une nouvelle Terreur, ne sont absolument pas prêts à accepter une république. Le 30 juillet, les orléanistes passent à l'action. Thiers et Mignet font placarder une affiche dans tout Paris, demandant la nomination du duc d'Orléans comme souverain et expliquant que la République brouillerait la France avec l'Europe monarchiste de l'époque. Dans le même temps, Charles de Rémusat, orléaniste, vient sonder La Fayette sur ses intentions. Le vieux général se dérobe finalement en acceptant le duc d'Orléans comme roi : « le duc d'Orléans sera Roi, aussi vrai que je ne le serai pas ». La Fayette, chef de file des républicains, vieux et épuisé par cette campagne, est supplié par Morhéry de proclamer la république, mais le général a fait son choix. Les orléanistes ont alors le champ libre et proclament Louis-Philippe « lieutenant général du royaume », charge purement honorifique mais qui permet au duc de faire son entrée dans Paris. Le duc d'Orléans accepte la charge et arrive au Palais-Royal dans la nuit du 30 juillet.
Le 31 juillet, toute la presse libérale prépare le peuple à l'imminence d'une seconde monarchie constitutionnelle où régnerait Louis-Philippe. Le National de Thiers écrit qu'il « nous faut cette république déguisée en monarchie ». Alors que le duc d'Orléans s'adresse aux Parisiens, La Fayette annonce son appui total au duc d'Orléans devant la Commission des Cinq, puis le convie à l'Hôtel de Ville. Durant cette entrevue, l'accolade entre les deux hommes va rester célèbre comme symbole de l'union de la branche cadette bourbonienne et des principes révolutionnaires. Pendant la première semaine d'août, alors que Louis-Philippe est déjà bien installé au pouvoir, les réticences de la chambre à réviser l'hérédité de la Chambre des pairs font rassembler étudiants et ouvriers sous l'égide des républicains devant le Palais Bourbon. Les insurgés sont calmés par le discours de La Fayette. Le 8 août, la chambre se met d'accord pour donner à Louis-Philippe le titre de roi des Français. Le 11 août, le roi forme son premier ministère, mêlant orléanistes et républicains. Le gouvernement est dirigé par Laffitte et comprend Guizot à l'Intérieur, Dupont de l'Eure à la Justice et Louis Molé aux Affaires étrangères. La monarchie de Juillet se met en place, avec l'aval des républicains, marquant la fin de la Restauration. Cet appui républicain à la monarchie de Juillet est de très courte durée. Dès septembre 1830, des républicains sont arrêtés par la police royale. Déçus par l'absence des réformes radicales qu'ils attendaient, deux ans après avoir contribué à l'avènement de la nouvelle monarchie les républicains tentent déjà de la renverser.

### Sources primaires
- Benjamin Constant, Correspondance (1818-1822), Droz, 758 p. (ISBN 978-2-600-03970-3 et 2-600-03970-8, présentation en ligne).
- Auguste Fabre, La Révolution de 1830 et le véritable parti républicain, vol. 1, 1833, 313 p. (présentation en ligne).
- Alphonse de Lamartine, Histoire de la Restauration, 1856 (présentation en ligne)

#### Ouvrages généraux
- Jean-Pierre Chaline, Dominique Barjot et André Encrevé, La France au XIXe siècle 1814-1914, Paris, PUF, 1995, 656 p. (ISBN 978-2-13-056787-5).
- Jean-Jacques Chevallier, Histoire des institutions et des régimes politiques de la France de 1789 à 1958, Paris, Dalloz, 2009, 752 p. (ISBN 978-2-247-08206-3).
- Francis Démier, La France sous la Restauration (1814 - 1830), Paris, Gallimard, 2012, 1095 p. (ISBN 978-2-07-039681-8).
- Jean Garrigues et Philippe Lacombarde, La France au XIXe siècle, Armand Colin, 2011, 264 p. (ISBN 978-2-200-27308-8 et 2-200-27308-8).
- Bertrand Goujon, Monarchies postrévolutionnaires,1814 - 1848, Paris, Seuil, coll. « L'univers historique, Histoire de la France contemporaine », 2012, 443 p. (ISBN 978-2-02-103347-2).
- André Jardin et André-Jean Tudesq, La France des notables : I. L'évolution générale, 1815 - 1848, Seuil, 1973, 249 p. (ISBN 2-02-000666-9).
- Jean Tulard, Les Révolutions de 1789 à 1851, Paris, Fayard, 1985, 568 p. (ISBN 2-213-01574-0).

#### Ouvrages et articles spécialisés
- (en) Ronald Aminzade, Ballots and Barricades : Class formation and Republican politics in France, Princeton (New Jersey), Princeton University Press, 1993, 321 p.
- Pierre Ardaillou, Les Républicains du Havre au XIXe siècle, Univ Rouen Havre, 1997, 453 p. (ISBN 2-87775-825-7, présentation en ligne).
- Frédéric Bluche, Le Bonapartisme : aux origines de la droite autoritaire (1800-1850), Paris, Nouvelles Éditions latines, 1980, 366 p. (ISBN 2-7233-0104-4, présentation en ligne).
- Laurent Boscher, Histoire de la répression des opposants politiques (1792-1848) : la justice des vainqueurs, L'Harmattan, 2006, 412 p. (ISBN 978-2-296-01655-2, présentation en ligne).
- Walter Bruyère-Ostells, « Les officiers républicains sous l'Empire : entre tradition républicaine, ralliement et tournant libéral », Annales historiques de la Révolution française, no 346,‎ 2006, p. 31-44 (lire en ligne).
- Jeanne Gilmore (trad. de l'anglais par Jean-Baptiste Duroselle et France Cottin), La République clandestine (1818-1848), Paris, Aubier, coll. « Aubier histoires », 1997, 452 p. (ISBN 2-7007-2281-7).
- Ephraïm Harpaz, L'école libérale sous la Restauration : le "Mercure" et la "Minerve," 1817-1820, Genève, Droz, 1968, 427 p. (ISBN 2-600-03960-0, présentation en ligne).
- Pierre-Arnaud Lambert, La Charbonnerie française, 1821-1823, Lyon, Presses universitaires de Lyon, 1995, 136 p. (présentation en ligne).
- Gérard Minart, Armand Carrel. L'homme d'honneur de la liberté de la presse, L'Harmattan, 2011, 309 p. (ISBN 978-2-296-46235-9 et 2-296-46235-9, présentation en ligne).
- Laurent Nagy, « Un conspirateur républicain-démocrate sous la restauration : Claude-François Cugnet de Montarlot », Annales historiques de la Révolution française, no 370,‎ 2012, p. 131-156 (lire en ligne).
- Claude Nicollet, L'Idée républicaine en France (1789-1924), Paris, Gallimard, 2014, 532 p. (ISBN 978-2-07-209769-0 et 2-07-209769-X, présentation en ligne).
- Philip Nord, Le Moment républicain : combats pour la démocratie dans la France du XIXe siècle, Paris, Armand Colin, 2013, 336 p. (ISBN 978-2-200-29028-3 et 2-200-29028-4, présentation en ligne).
- Jacques-Guy Petit, « Libéraux, démocrates et républicains angevins (1830-1848) », Annales de Bretagne et des pays de l'Ouest, vol. 99, no 4,‎ 1992, p. 401-414 (lire en ligne).
- (en) Alan Spitzer, Old Hatred and Young Hopes. The French Carbonari against the Bourbon Restauration, Harvard University Press, 1971, 334 p.
- Paul Thureau-Dangin, Le parti libéral sous la Restauration, Paris, Plon, 1876, 522 p. (présentation en ligne).
- Georges Weill, Histoire du Parti Républicain en France (1814-1870), Alcan, 1928, 552 p. (ISBN 1-176-14423-5).